# Список птахів Бангладеш
Це перелік видів птахів, зафіксованих на території Бангладеш. Авіфауна Бангладеш налічує загалом 815 видів, з яких 2 були інтродуковані людьми. 51 вид перебуває під загрозою глобального вимирання.

## Позначки
Наступні теги використані для виділення деяких категорій птахів.
- (А) Випадковий — вид, який рідко або випадково трапляється в Бангладеш
- (I) Інтродукований — вид, завезений до Бангладеш як наслідок, прямих чи непрямих людських дій
- (Ex) Локально вимерлий — вид, який більше не трапляється в Бангладеш, хоча його популяції існують в інших місцях

## Гусеподібні(Anseriformes)
Родина: Качкові (Anatidae)

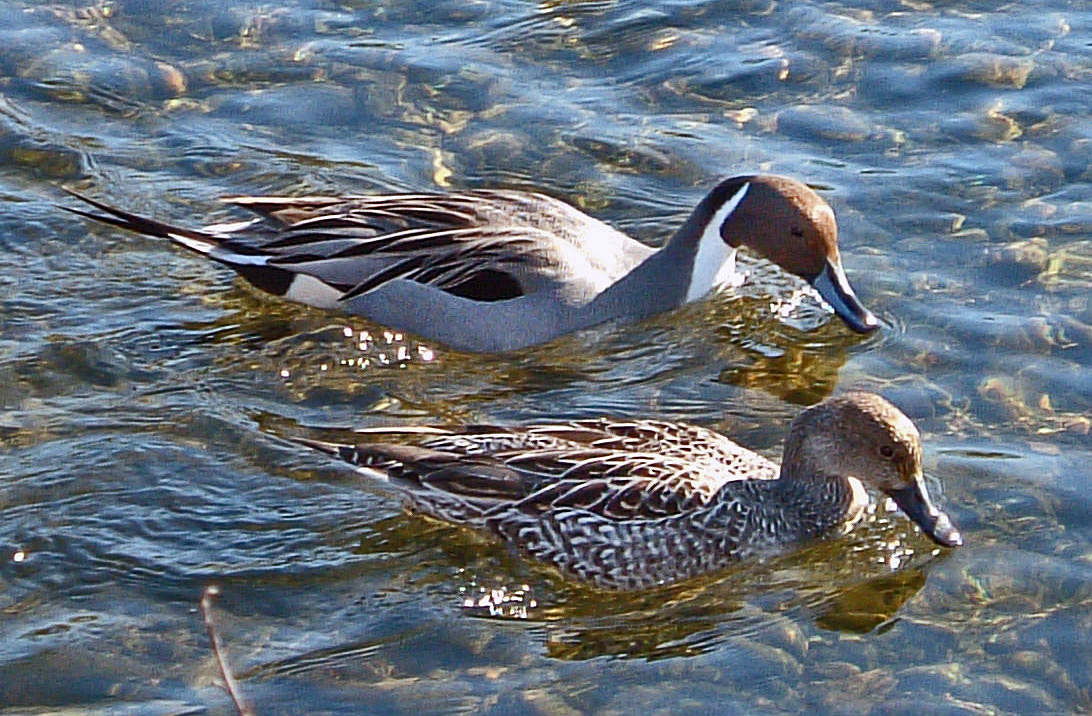
Шилохвіст північний (Anas acuta)

- Свистач рудий, Dendrocygna bicolor
- Свистач індійський, Dendrocygna javanica
- Гуска гірська, Anser indicus
- Гуска сіра, Anser anser
- Гуска білолоба, Anser albifrons
- Гуска мала, Anser erythropus (A)
- Гуменник великий, Anser fabalis
- Качка шишкодзьоба, Sarkidiornis melanotos
- Огар рудий, Tadorna ferruginea
- Галагаз звичайний, Tadorna tadorna
- Чирянка-крихітка індійська, Nettapus coromandelianus
- Мандаринка, Aix galericulata (A)
- Чирянка-квоктун, Sibirionetta formosa (A)
- Чирянка велика, Spatula querquedula
- Широконіска північна, Spatula clypeata
- Нерозень, Mareca strepera
- Качка далекосхідна, Mareca falcata (A)
- Свищ євразійський, Mareca penelope
- Крижень чорний, Anas poecilorhyncha
- Крижень звичайний, Anas platyrhynchos
- Шилохвіст північний, Anas acuta
- Чирянка мала, Anas crecca
- Чирянка вузькодзьоба, Marmaronetta angustirostris (A)
- Качка рожевоголова, Rhodonessa caryophyllacea (A)[1]
- Asarcornis scutulata
- Чернь червонодзьоба, Netta rufina
- Попелюх звичайний, Aythya ferina
- Чернь білоока, Aythya nyroca
- Чернь зеленоголова, Aythya baeri (A)
- Чернь чубата, Aythya fuligula
- Чернь морська, Aythya marila
- Гоголь зеленоголовий, Bucephala clangula
- Крех малий, Mergellus albellus (A)
- Крех великий, Mergus merganser
- Крех середній, Mergus serrator (A)

## Куроподібні(Galliformes)
Родина: Фазанові (Phasianidae)

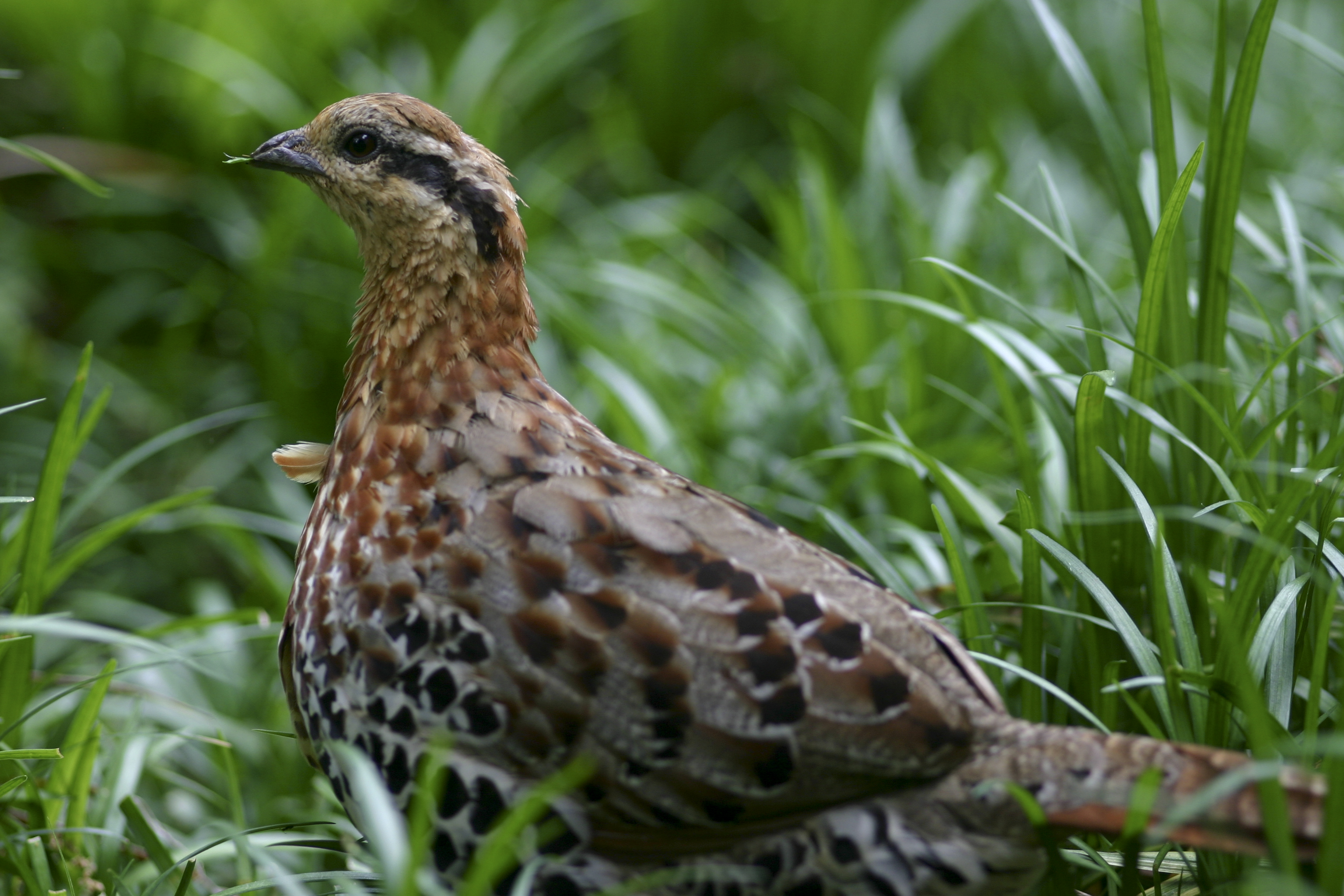
Куріпка бамбукова (Bambusicola fytchii)

- Куріпка непальська, Arborophila rufogularis
- Куріпка білощока, Arborophila atrogularis
- Павич звичайний, Pavo cristatus
- Павич синьокрилий, Pavo muticus
- Віялохвіст сірий, Polyplectron bicalcaratum
- Перепілка китайська, Synoicus chinensis
- Перепілка звичайна, Coturnix coturnix
- Перепілка чорновола, Coturnix coromandelica
- Перепілка червоногорла Perdicula manipurensis
- Турач туркменський, Francolinus francolinus (A) (Ex)[2]
- Турач сірий, Ortygornis pondicerianus
- Турач болотяний, Ortygornis gularis
- Куріпка бамбукова, Bambusicola fytchii
- Курка банківська, Gallus gallus
- Лофур непальський, Lophura leucomelanos

## Фламінгоподібні(Phoenicopteriformes)
Родина: Фламінгові (Phoenicopteridae)

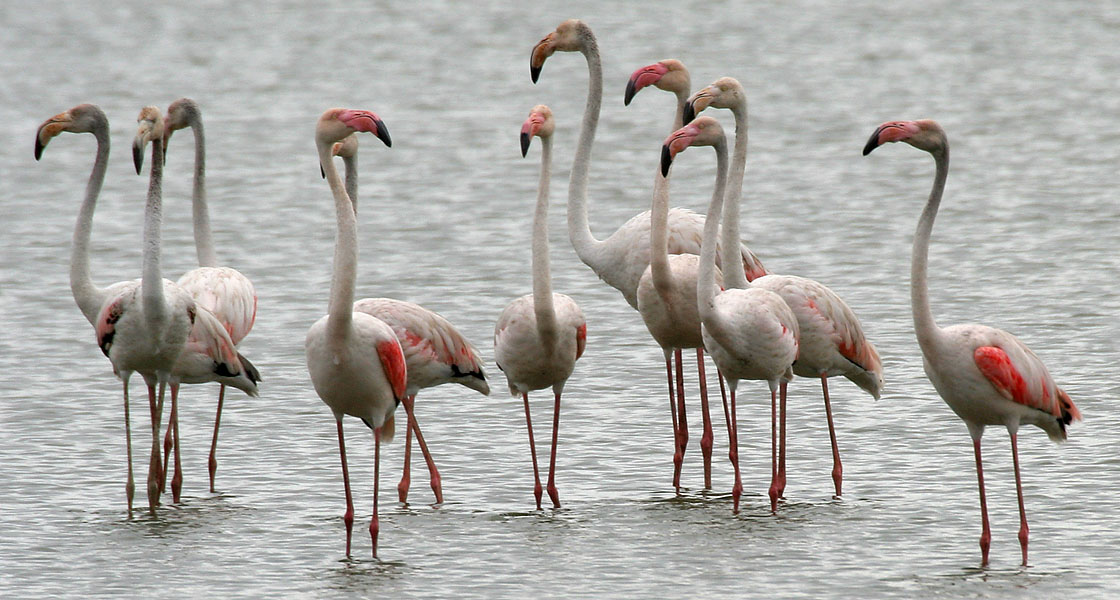
Фламінго рожевий (Phoenicopterus roseus)

- Фламінго рожевий, Phoenicopterus roseus

## Пірникозоподібні(Podicipediformes)
Родина: Пірникозові (Podicipedidae)

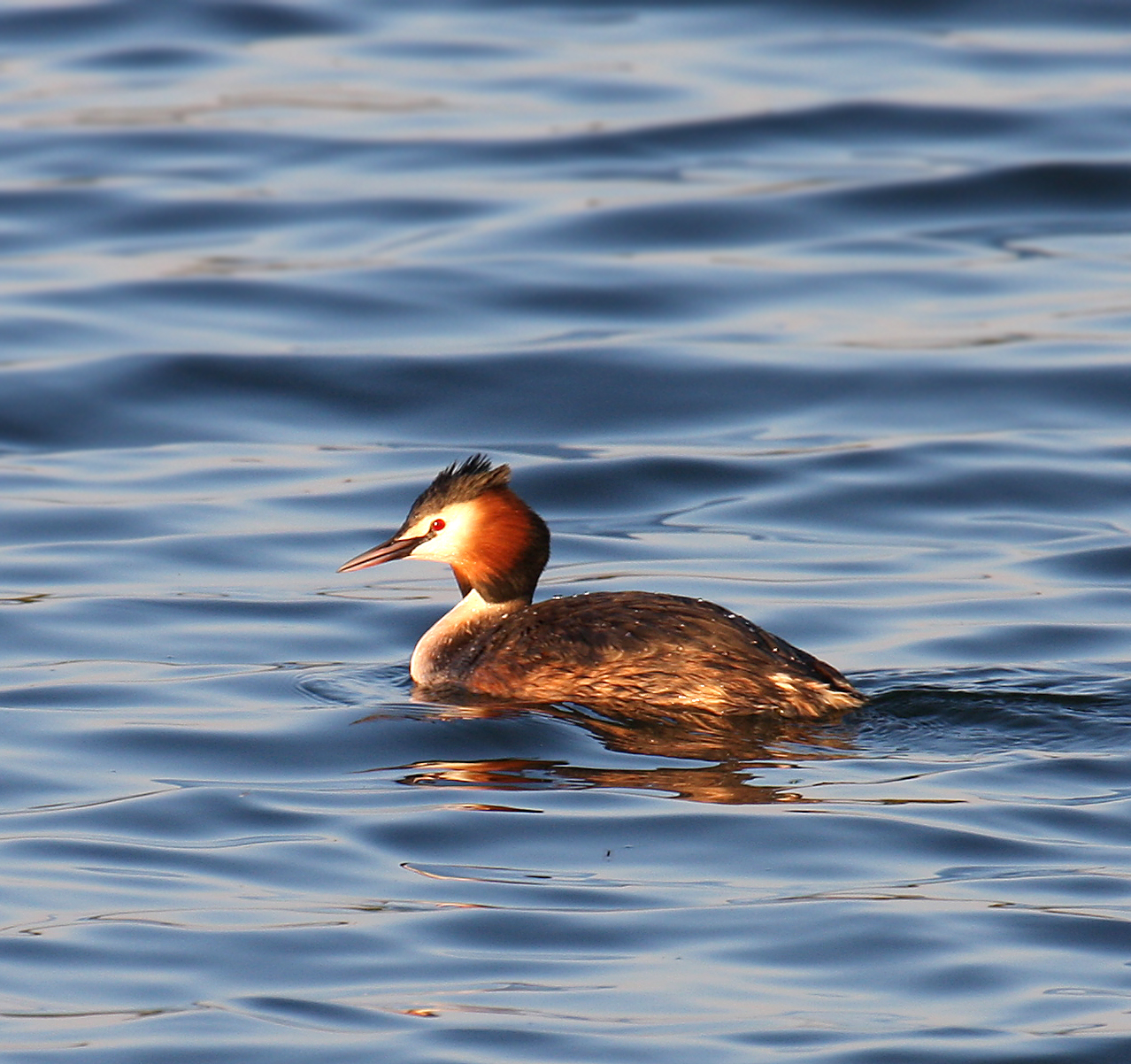
Пірникоза велика (Podiceps cristatus)

- Пірникоза мала, Tachybaptus ruficollis
- Пірникоза сірощока, Podiceps grisegena (A)
- Пірникоза велика, Podiceps cristatus
- Пірникоза чорношия, Podiceps nigricollis (A)

## Голубоподібні(Columbiformes)
Родина: Голубові (Columbidae)
- Голуб сизий, Columba livia
- Columba punicea(інші мови)

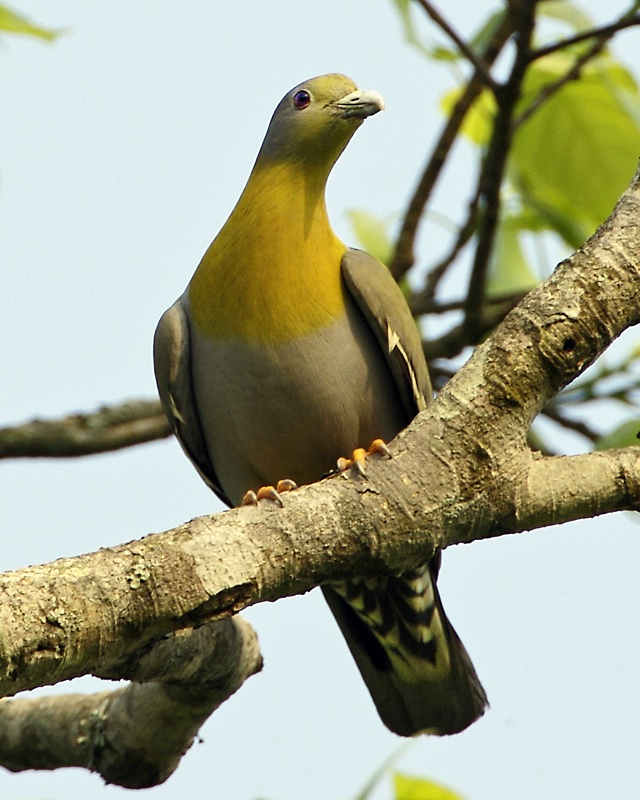
Вінаго жовтошиїй (Treron phoenicoptera)

- Горлиця велика, Streptopelia orientalis
- Горлиця садова, Streptopelia decaocto
- Streptopelia tranquebarica(інші мови)
- Горлиця китайська, Spilopelia chinensis
- Горлиця мала, Streptopelia senegalensis
- Горлиця смугастохвоста, Macropygia unchall (A)
- Chalcophaps indica(інші мови)
- Вінаго зеленолобий, Treron bicinctus
- Вінаго світлоголовий, Treron phayrei
- Вінаго індокитайський, Treron curvirostra
- Вінаго жовтошиїй, Treron phoenicopterus
- Вінаго гострохвостий, Treron apicauda
- Вінаго клинохвостий, Treron sphenurus
- Пінон малазійський, Ducula aenea
- Пінон гірський, Ducula badia

## Рябкоподібні(Pterocliformes)
Родина: Рябкові (Pteroclidae)
- Рябок пустельний, Pterocles exustus
- Рябок індійський, Pterocles indicus

## Дрохвоподібні(Otidiformes)
Родина: Дрохвові (Otididae)

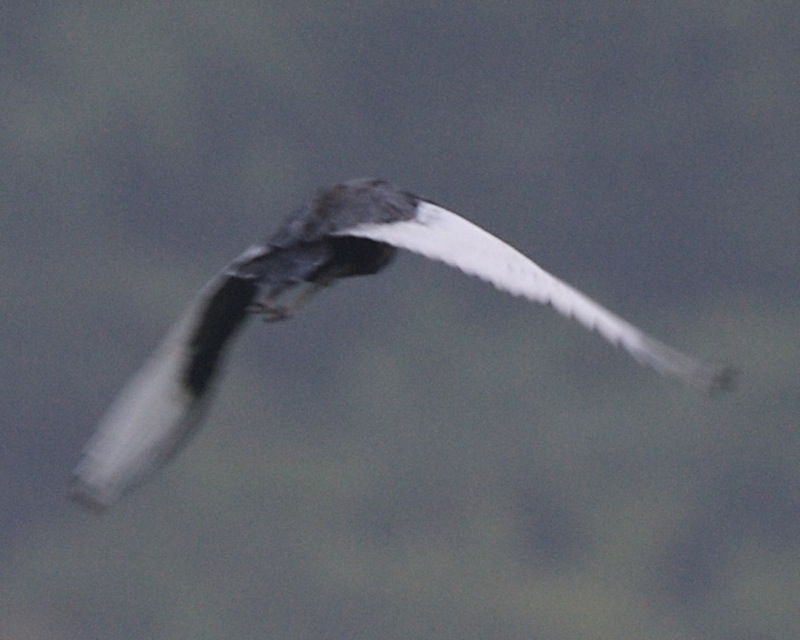
Флорікан бенгальський (Houbaropsis bengalensis)

- Флорікан бенгальський, Houbaropsis bengalensis (Ex)
- Флорікан індійський, Sypheotides indicus

## Зозулеподібні(Cuculiformes)
Родина: Зозулеві (Cuculidae)

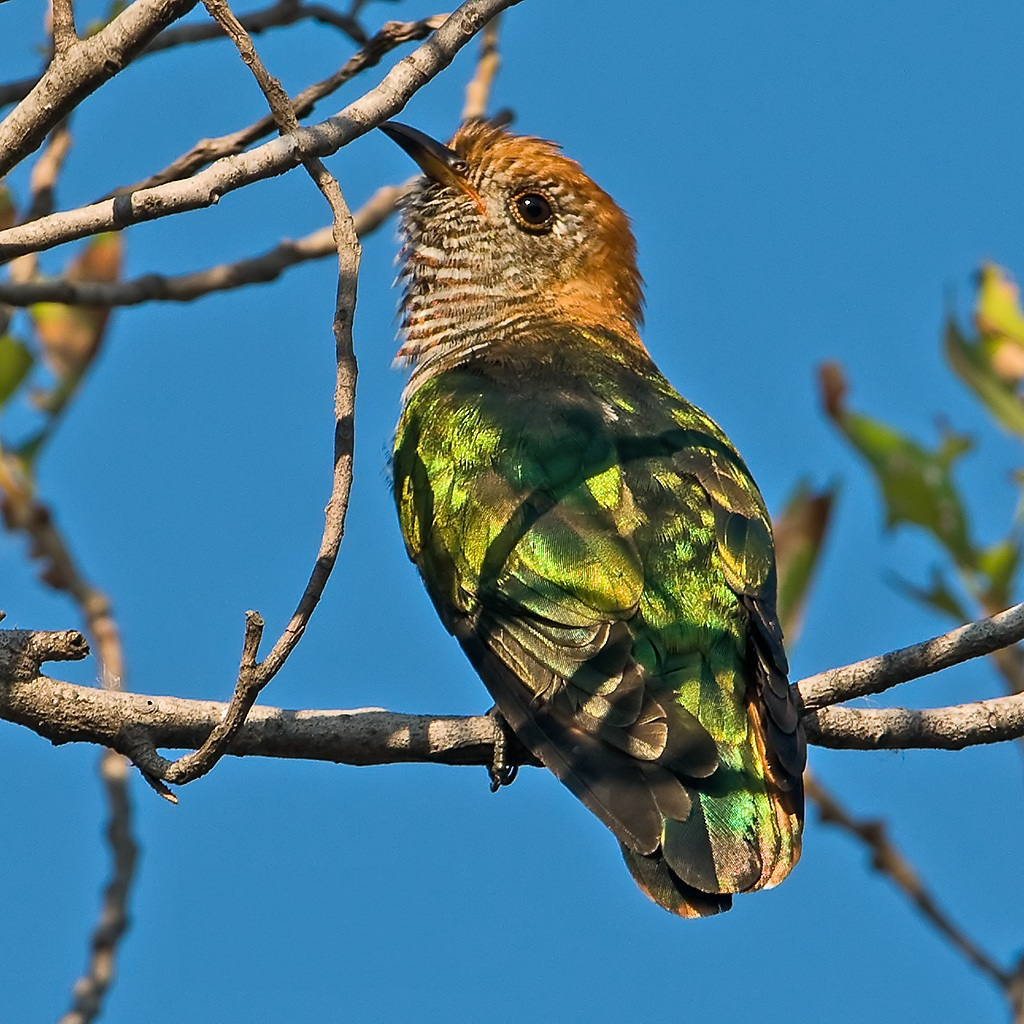
Дідрик смарагдовий (Chrysococcyx maculatus)

- Коукал рудокрилий, Centropus sinensis
- Коукал малий, Centropus bengalensis
- Малкога індійська, Taccocua leschenaultii
- Кокиль, Phaenicophaeus tristis
- Зозуля каштановокрила, Clamator coromandus
- Зозуля строката, Clamator jacobinus
- Eudynamys scolopaceus
- Дідрик смарагдовий, Chrysococcyx maculatus
- Дідрик фіолетовий, Chrysococcyx xanthorhynchus
- Кукавка смугаста, Cacomantis sonneratii
- Кукавка сіровола, Cacomantis merulinus
- Кукавка мала, Cacomantis passerinus
- Зозуля-дронго вилохвоста, Surniculus dicruroides
- Зозуля-дронго азійська, Surniculus lugubris
- Зозуля велика, Hierococcyx sparverioides
- Зозуля білогорла, Hierococcyx varius
- Зозуля індокитайська, Hierococcyx nisicolor
- Зозуля мала, Cuculus poliocephalus
- Зозуля короткокрила, Cuculus micropterus
- Зозуля глуха, Cuculus saturatus
- Зозуля звичайна, Cuculus canorus

## Дрімлюгоподібні(Caprimulgiformes)
Родина: Білоногові (Podargidae)
- Корнудо довгохвостий, Batrachostomus hodgsoni

Родина: Дрімлюгові (Caprimulgidae)
- Ночнар південний, Lyncornis macrotis
- Дрімлюга маньчжурський, Caprimulgus jotaka
- Дрімлюга пакистанський, Caprimulgus mahrattensis (A)
- Дрімлюга великохвостий, Caprimulgus macrurus
- Дрімлюга індійський, Caprimulgus asiaticus
- Дрімлюга савановий, Caprimulgus affinis

## Серпокрильцеподібні(Apodiformes)
Родина: Серпокрильцеві (Apodidae)
- Голкохвіст індійський, Zoonavena sylvatica (A)
- Колючохвіст білогорлий, Hirundapus caudacutus
- Колючохвіст бурогорлий, Hirundapus cochinchinensis (A)
- Колючохвіст великий, Hirundapus giganteus
- Салангана гімалайська, Aerodramus brevirostris
- Серпокрилець білочеревий, Tachymarptis melba
- Серпокрилець сибірський, Apus pacificus (A)
- Серпокрилець асамський, Apus leuconyx
- Серпокрилець малий, Apus affinis
- Серпокрилець непальський, Apus nipalensis
- Серпокрилець південноазійський, Cypsiurus balasiensis

Родина: Клехові (Hemiprocnidae)
- Клехо індійський, Hemiprocne coronata (A)

## Журавлеподібні(Gruiformes)
Родина: Пастушкові (Rallidae)
- Пастушок східний, Rallus indicus

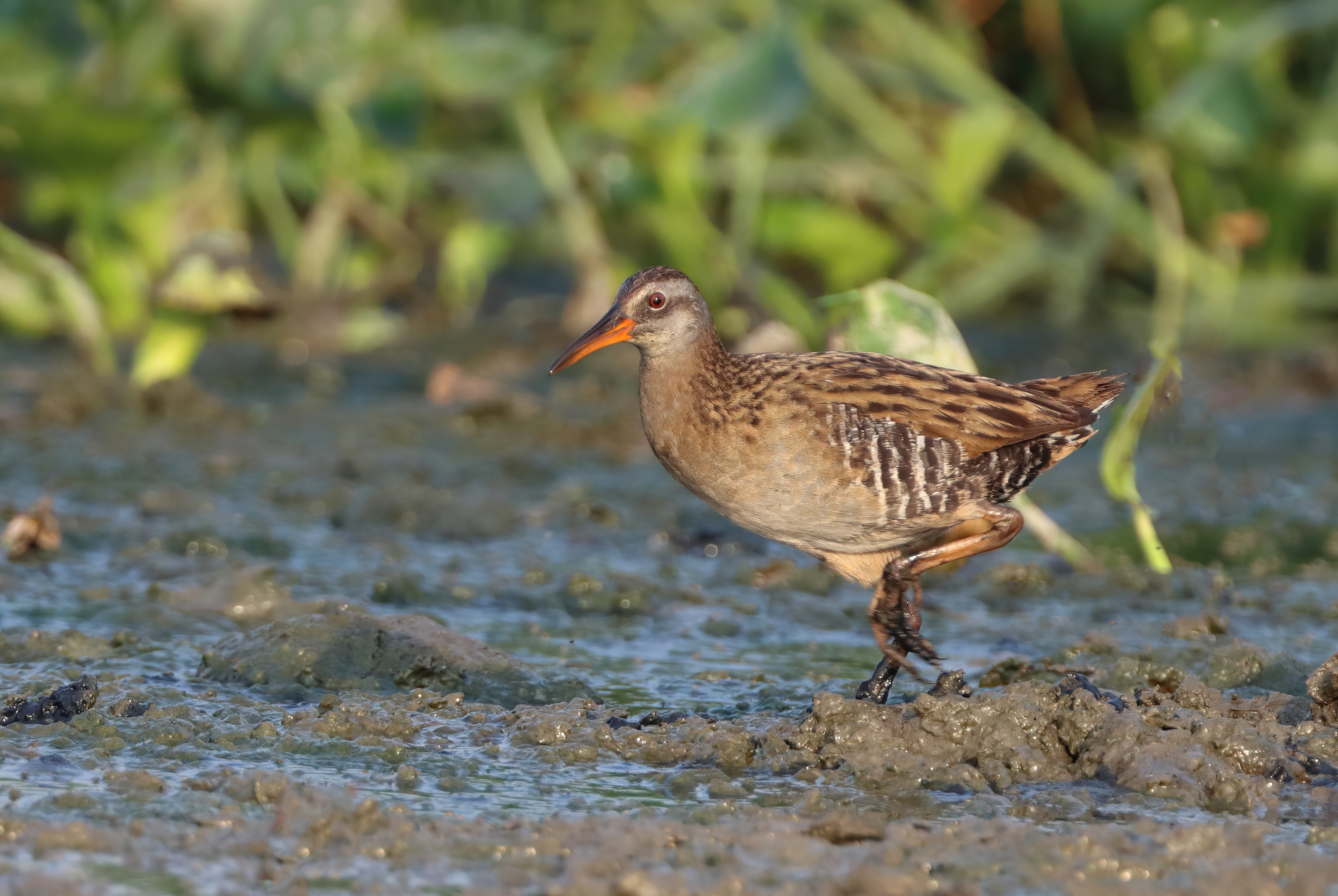
Пастушок східний (Rallus indicus)

- Пастушок рудоголовий, Lewinia striata
- Погонич звичайний, Porzana porzana
- Курочка водяна, Gallinula chloropus
- Лиска звичайна, Fulica atra
- Султанка сіроголова, Porphyrio poliocephalus
- Курочка рогата, Gallicrex cinerea
- Багновик білогрудий, Amaurornis phoenicurus
- Погонич сіроногий, Rallina eurizonoides
- Погонич індійський, Zapornia fusca
- Багновик бурий, Zapornia akool
- Погонич-крихітка, Zapornia pusilla
- Багновик чорнохвостий, Zapornia bicolor

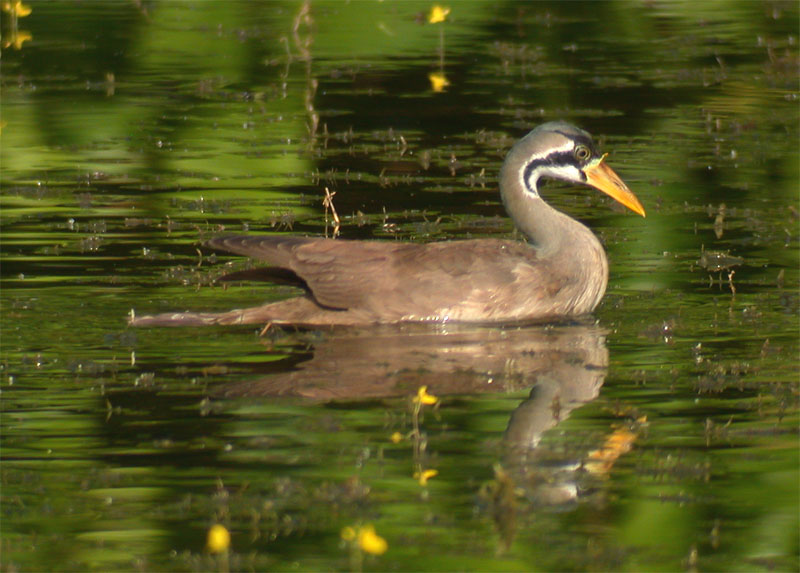
Лапчастоніг азійський (Heliopais personata)

Родина: Лапчастоногові (Heliornithidae)
- Лапчастоніг азійський, Heliopais personatus

Родина: Журавлеві (Gruidae)
- Журавель степовий, Grus virgo
- Журавель індійський,  Antigone antigone
- Журавель сірий, Grus grus (A)

## Сивкоподібні(Charadriiformes)
Родина: Лежневі (Burhinidae)
- Лежень індійський, Burhinus indicus
- Лежень великий, Esacus recurvirostris

Родина: Чоботарові (Recurvirostridae)

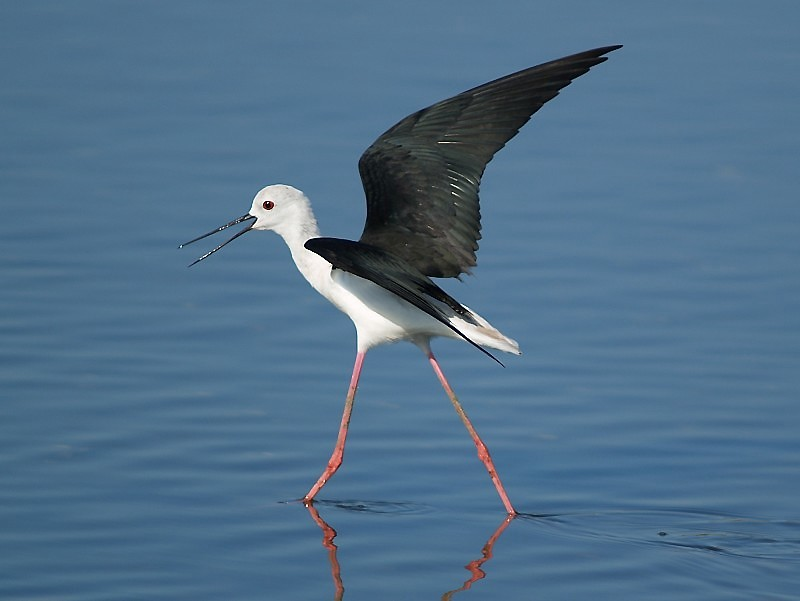
Кулик-довгоніг чорнокрилий (Himantopus himantopus)

- Кулик-довгоніг чорнокрилий, Himantopus himantopus
- Чоботар синьоногий, Recurvirostra avosetta

Родина: Куликосорокові (Haematopodidae)
- Кулик-сорока євразійський, Haematopus ostralegus (A)

Родина: Сивкові (Charadriidae)

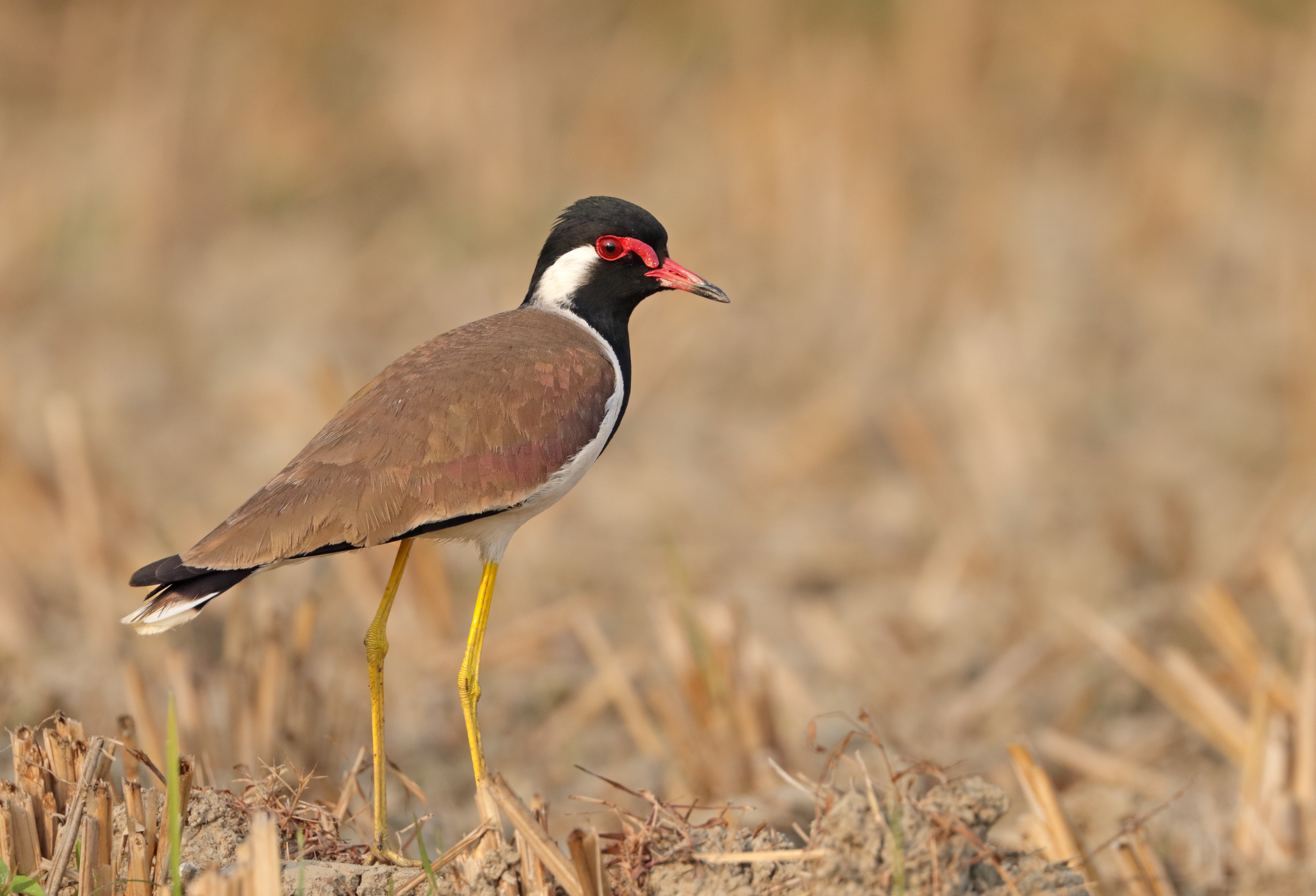
Чайка індійська (Vanellus indicus)

- Сивка морська, Pluvialis squatarola
- Сивка бурокрила, Pluvialis fulva
- Чайка чубата, Vanellus vanellus
- Чайка річкова, Vanellus duvaucelii
- Чайка малабарська, Vanellus malabaricus
- Чайка сіра, Vanellus cinereus
- Чайка індійська, Vanellus indicus
- Чайка степова, Vanellus gregarius
- Чайка білохвоста, Vanellus leucurus
- Пісочник монгольський, Charadrius mongolus
- Пісочник товстодзьобий, Charadrius leschenaultii
- Пісочник морський, Charadrius alexandrinus
- Пісочник великий, Charadrius hiaticula
- Пісочник усурійський, Charadrius placidus (A)
- Пісочник малий, Charadrius dubius
- Пісочник довгоногий, Charadrius veredus (A)

Родина: Мальованцеві (Rostratulidae)

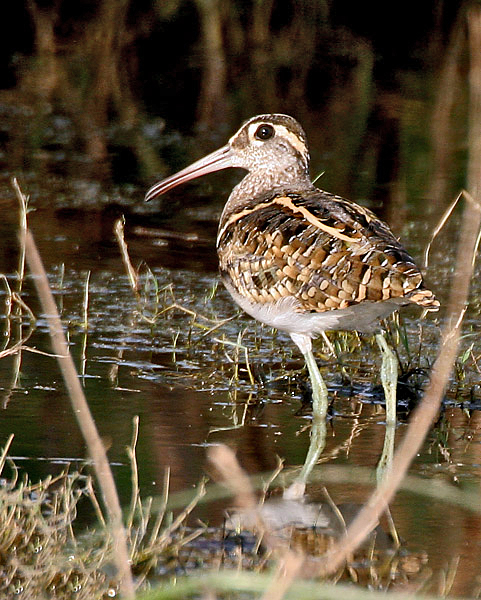
Мальованець афро-азійський (Rostratula benghalensis)

- Мальованець афро-азійський, Rostratula benghalensis

Order: Charadriiformes   Family: Jacanidae

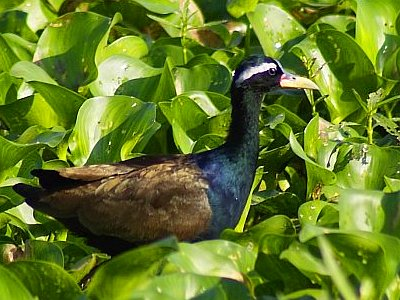
Якана білоброва (Metopidius indicus)

- Якана довгохвоста, Hydrophasianus chirurgus
- Якана білоброва, Metopidius indicus

Родина: Баранцеві (Scolopacidae)

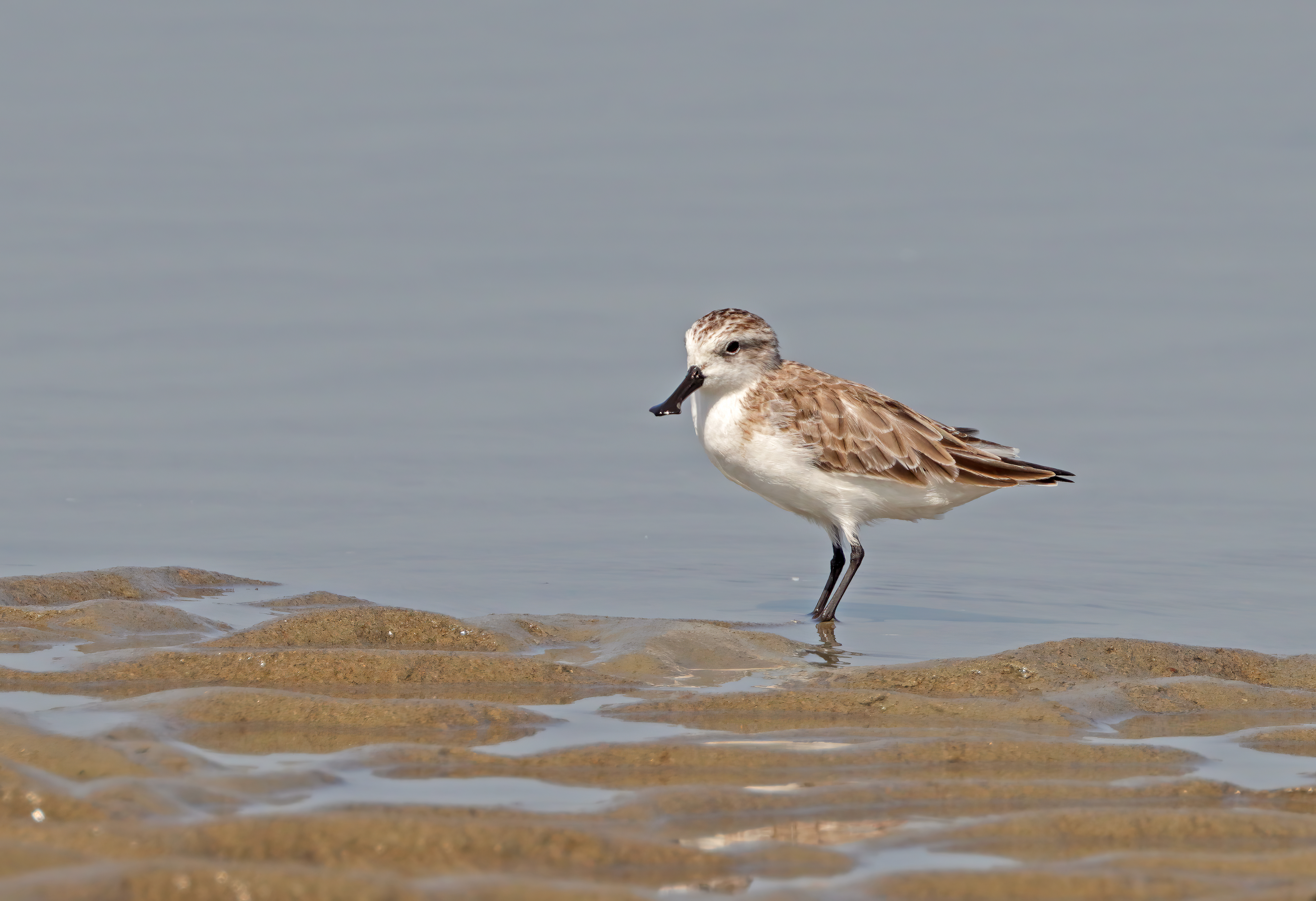
Лопатень (Calidris pygmaea)

- Кульон середній, Numenius phaeopus
- Кульон східний, Numenius madagascariensis
- Кульон великий, Numenius arquata
- Грицик малий, Limosa lapponica
- Грицик великий, Limosa limosa
- Крем'яшник звичайний, Arenaria interpres
- Побережник великий, Calidris tenuirostris
- Побережник ісландський, Calidris canutus
- Брижач, Calidris pugnax
- Побережник болотяний, Calidris falcinellus
- Побережник червоногрудий, Calidris ferruginea
- Побережник білохвостий, Calidris temminckii
- Побережник довгопалий, Calidris subminuta
- Лопатень, Calidris pygmeus (A)
- Побережник рудоголовий, Calidris ruficollis
- Побережник білий, Calidris alba
- Побережник чорногрудий, Calidris alpina
- Побережник малий, Calidris minuta
- Неголь азійський, Limnodromus semipalmatus
- Неголь довгодзьобий, Limnodromus scolopaceus (A)
- Баранець малий, Lymnocryptes minimus
- Слуква лісова, Scolopax rusticola
- Баранець-самітник, Gallinago solitaria
- Баранець гімалайський, Gallinago nemoricola
- Баранець звичайний, Gallinago gallinago
- Баранець азійський, Gallinago stenura
- Баранець лісовий, Gallinago megala
- Мородунка, Xenus cinereus
- Плавунець круглодзьобий, Phalaropus lobatus (A)
- Плавунець плоскодзьобий, Phalaropus fulicarius (A)
- Набережник палеарктичний, Actitis hypoleucos
- Коловодник лісовий, Tringa ochropus
- Коловодник попелястий, Tringa brevipes
- Коловодник чорний, Tringa erythropus
- Коловодник великий, Tringa nebularia
- Коловодник охотський, Tringa guttifer
- Коловодник ставковий, Tringa stagnatilis
- Коловодник болотяний, Tringa glareola
- Коловодник звичайний, Tringa totanus

Родина: Триперсткові (Turnicidae)

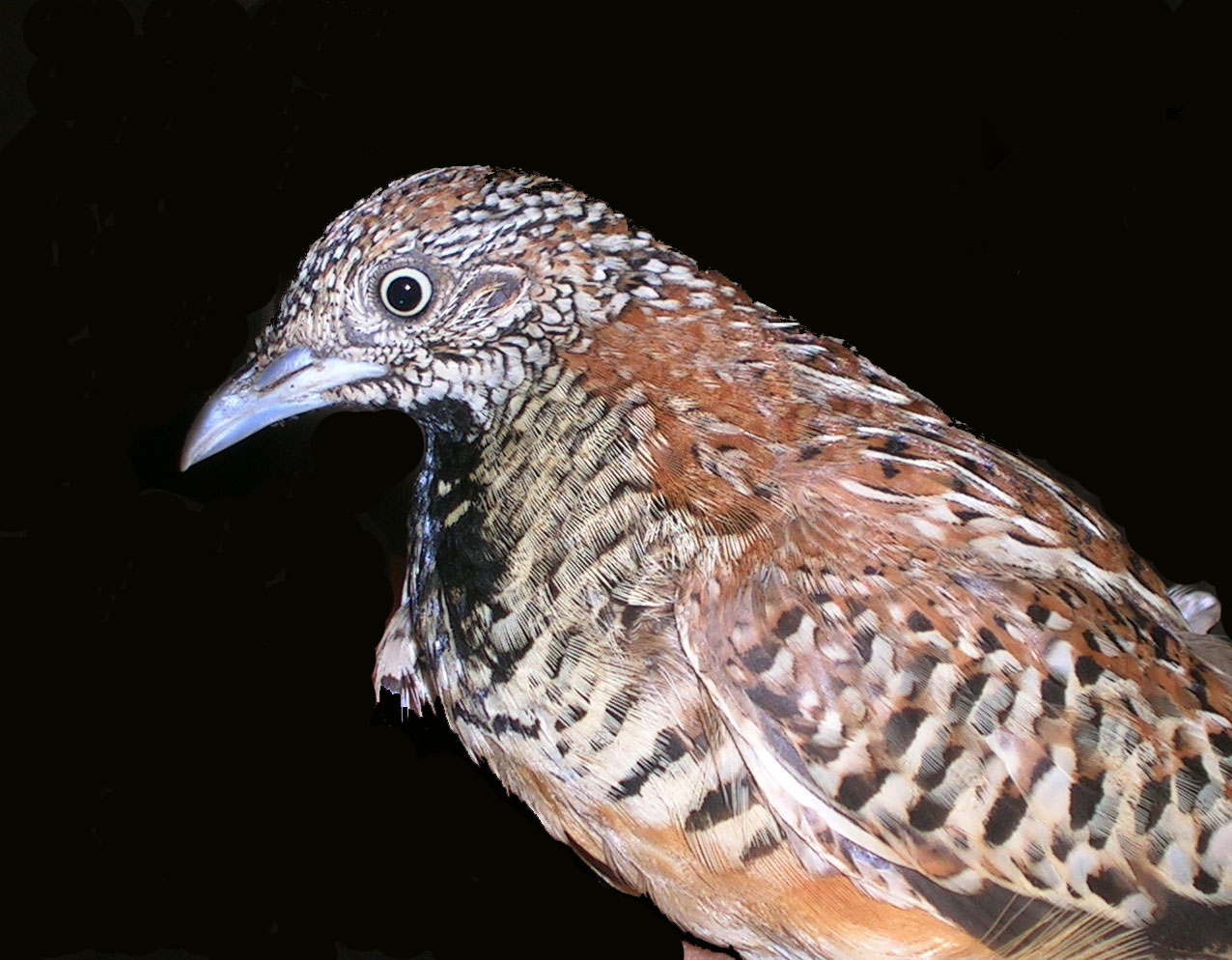
Триперстка смугаста (Turnix suscitator)

- Триперстка африканська, Turnix sylvatica (Ex)
- Триперстка жовтонога, Turnix tanki (A)
- Триперстка смугаста, Turnix suscitator

Родина: Крабоїдові (Dromadidae)
- Крабоїд, Dromas ardeola

Родина: Дерихвостові (Glareolidae)
- Бігунець індійський, Cursorius coromandelicus
- Дерихвіст лучний, Glareola pratincola
- Дерихвіст забайкальський, Glareola maldivarum
- Дерихвіст малий, Glareola lactea

Родина: Поморникові (Stercorariidae)
- Поморник середній, Stercorarius pomarinus (A)
- Поморник короткохвостий, Stercorarius parasiticus
- Поморник довгохвостий, Stercorarius longicaudus (A)

Родина: Мартинові (Laridae)

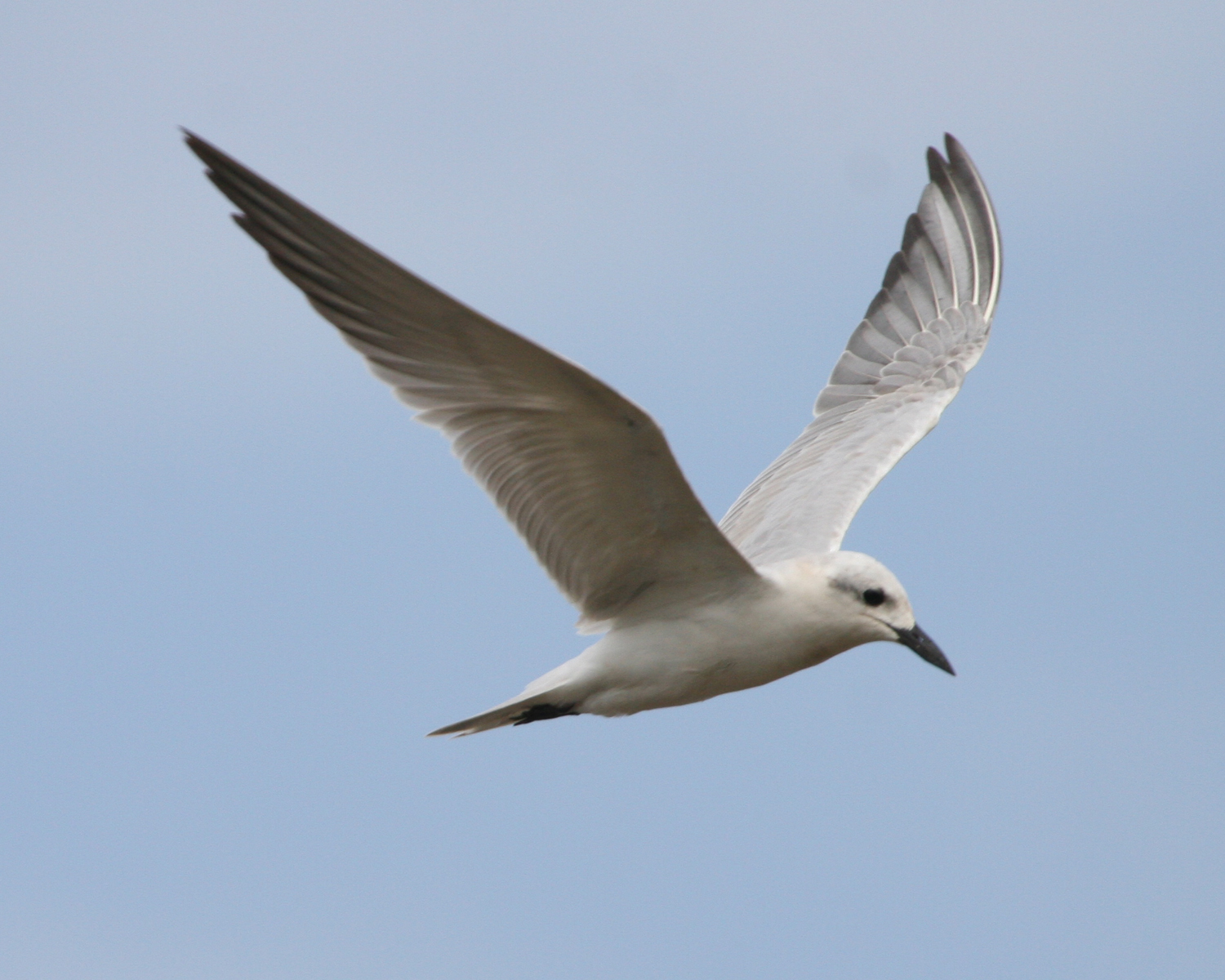
Крячок чорнодзьобий (Gelochelidon nilotica)

- Мартин трипалий, Rissa tridactyla (A)
- Мартин тонкодзьобий, Chroicocephalus genei (A)
- Мартин звичайний, Chroicocephalus ridibundus
- Мартин буроголовий, Chroicocephalus brunnicephalus
- Мартин каспійський, Ichthyaetus ichthyaetus
- Мартин жовтоногий, Larus cachinnans
- Мартин чорнокрилий, Larus fuscus
- Крячок тонкодзьобий, Anous tenuirostris
- Крячок білий, Gygis alba
- Крячок строкатий, Onychoprion fuscatus (A)
- Крячок бурокрилий, Onychoprion anaethetus (A)
- Крячок малий, Sternula albifrons
- Крячок чорнодзьобий, Gelochelidon nilotica
- Крячок каспійський, Hydroprogne caspia
- Крячок білокрилий, Chlidonias leucopterus (A)
- Крячок білощокий, Chlidonias hybrida
- Крячок індонезійський, Sterna sumatrana
- Крячок річковий, Sterna hirundo
- Крячок чорночеревий, Sterna acuticauda (A)
- Крячок індійський, Sterna aurantia
- Крячок жовтодзьобий, Thalasseus bergii
- Крячок рябодзьобий, Thalasseus sandvicensis
- Крячок бенгальський, Thalasseus bengalensis
- Водоріз індійський, Rynchops albicollis

## Фаетоноподібні(Phaethontiformes)
Родина: Фаетонові (Phaethontidae)

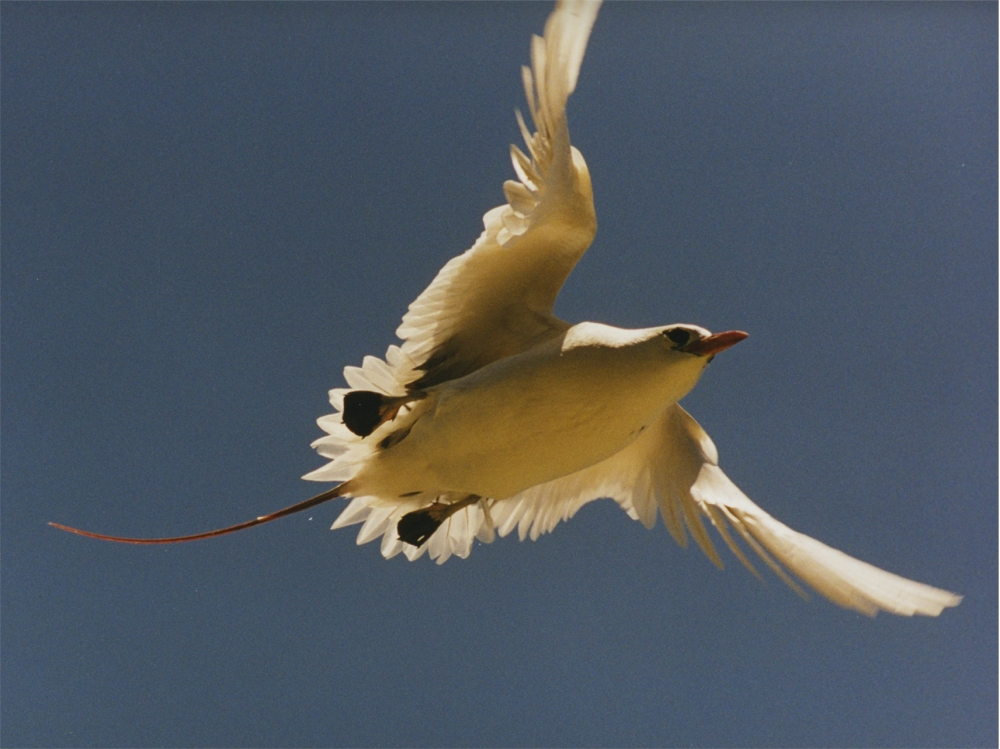
Фаетон червонохвостий (Phaethon rubricauda)

- Фаетон червонодзьобий, Phaethon aethereus (A)
- Фаетон червонохвостий, Phaethon rubricauda

## Буревісникоподібні(Procellariiformes)
Родина: Океанникові (Oceanitidae)

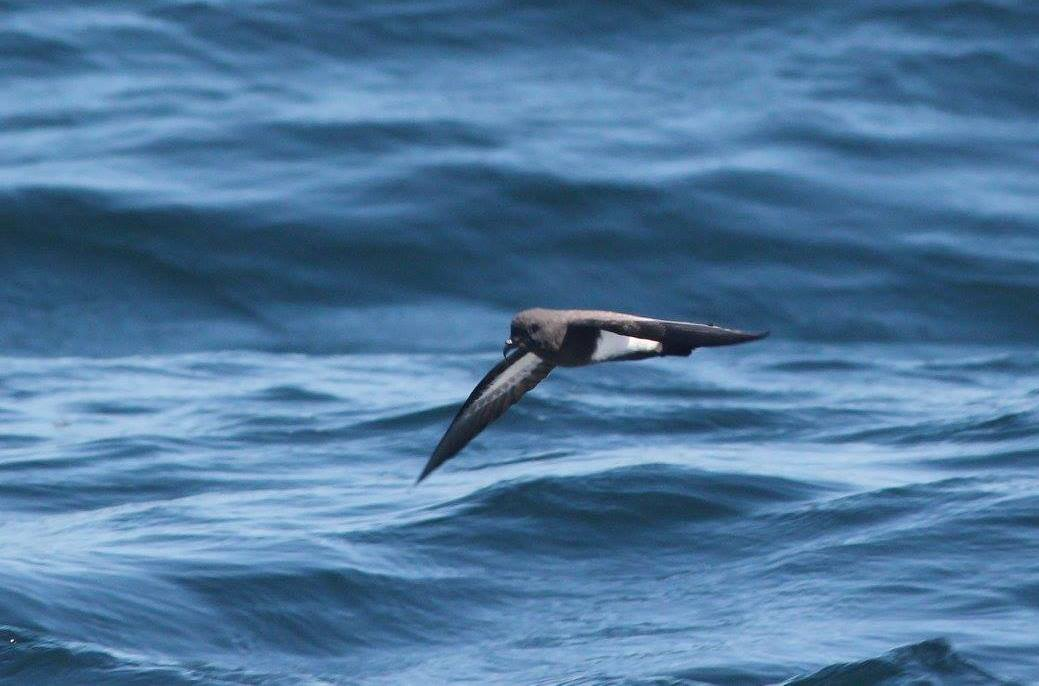
Фрегета чорночерева (Fregetta tropica)

- Океанник Вільсона, Oceanites oceanicus (A)
- Фрегета чорночерева, Fregetta tropica (A)

Родина: Буревісникові (Procellariidae)
- Буревісник клинохвостий, Ardenna pacifica (A)
- Буревісник тонкодзьобий, Ardenna tenuirostris (A)

## Лелекоподібні(Ciconiiformes)
Родина: Лелекові (Ciconiidae)

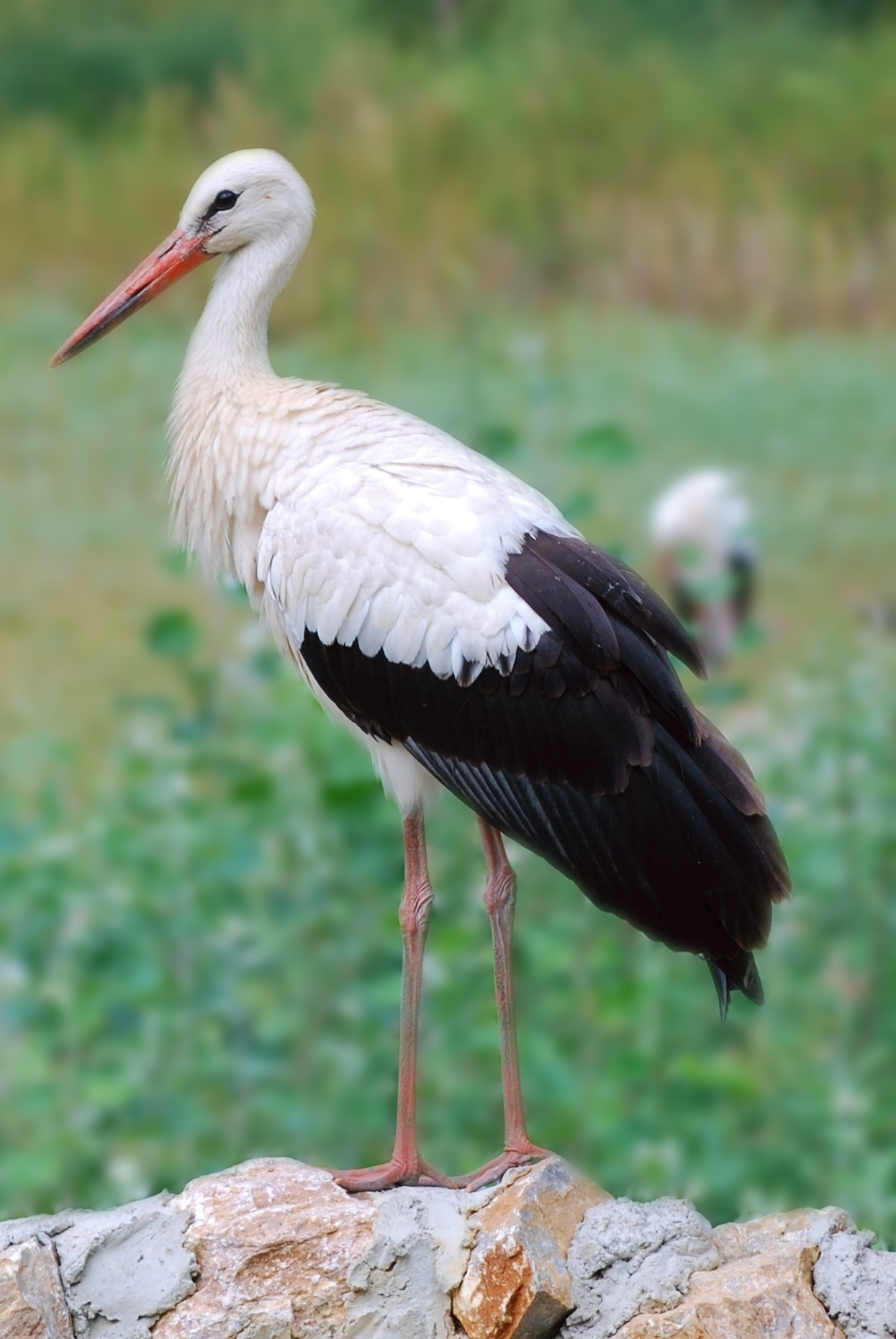
Лелека білий (Ciconia ciconia)

- Лелека-молюскоїд індійський, Anastomus oscitans
- Лелека чорний, Ciconia nigra
- Лелека білошиїй, Ciconia episcopus
- Лелека білий, Ciconia ciconia
- Лелека далекосхідний, Ciconia boyciana
- Ябіру азійський, Ephippiorhynchus asiaticus
- Марабу яванський, Leptoptilos javanicus
- Марабу індійський, Leptoptilos dubius
- Лелека-тантал індійський, Mycteria leucocephala

## Сулоподібні(Suliformes)
Родина: Фрегатові (Fregatidae)
- Фрегат-арієль, Fregata ariel (A)

Родина: Сулові (Sulidae)
- Сула червононога, Sula sula (A)

Родина: Змієшийкові (Anhingidae)

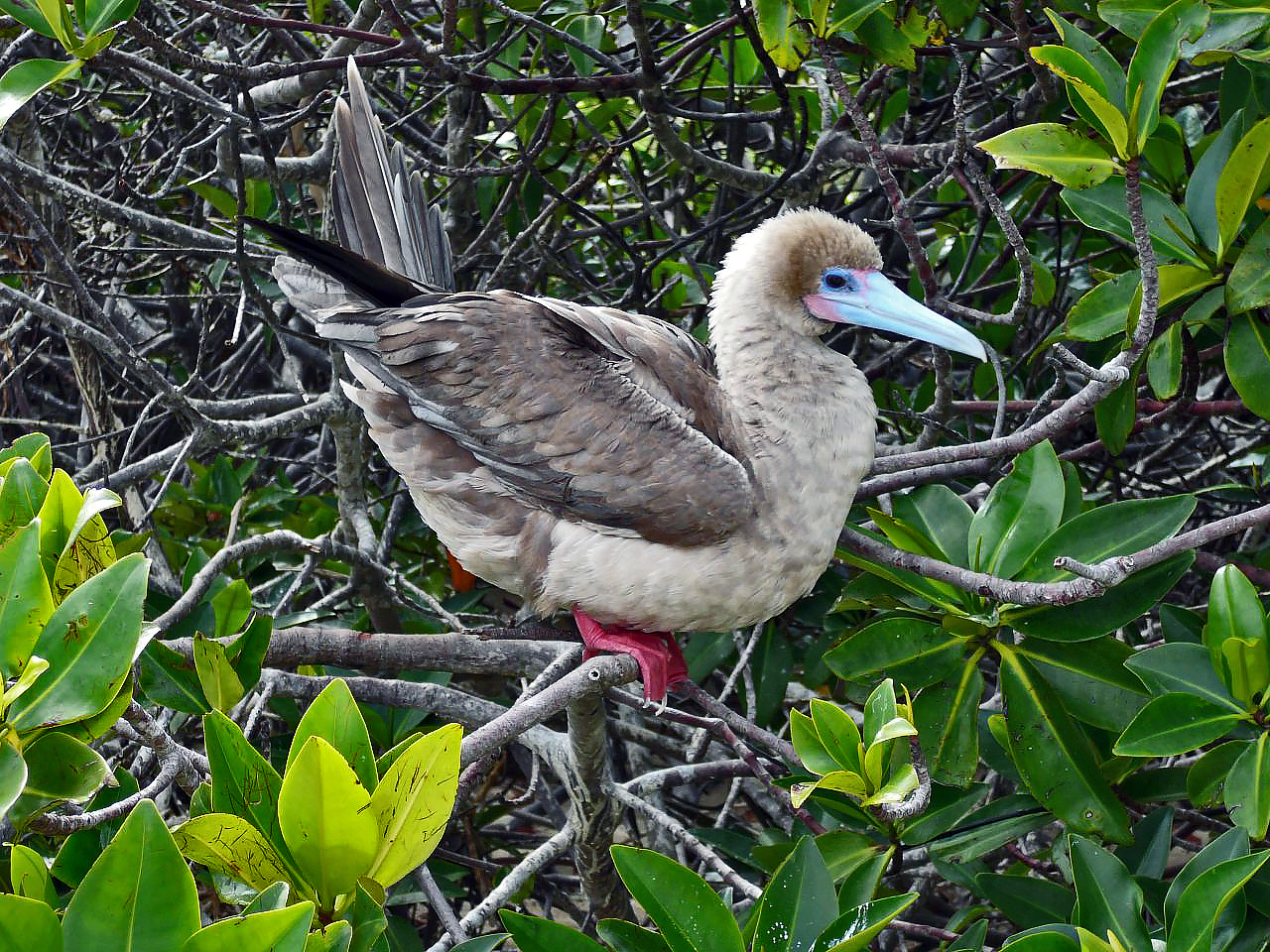
Сула червононога (Sula sula)

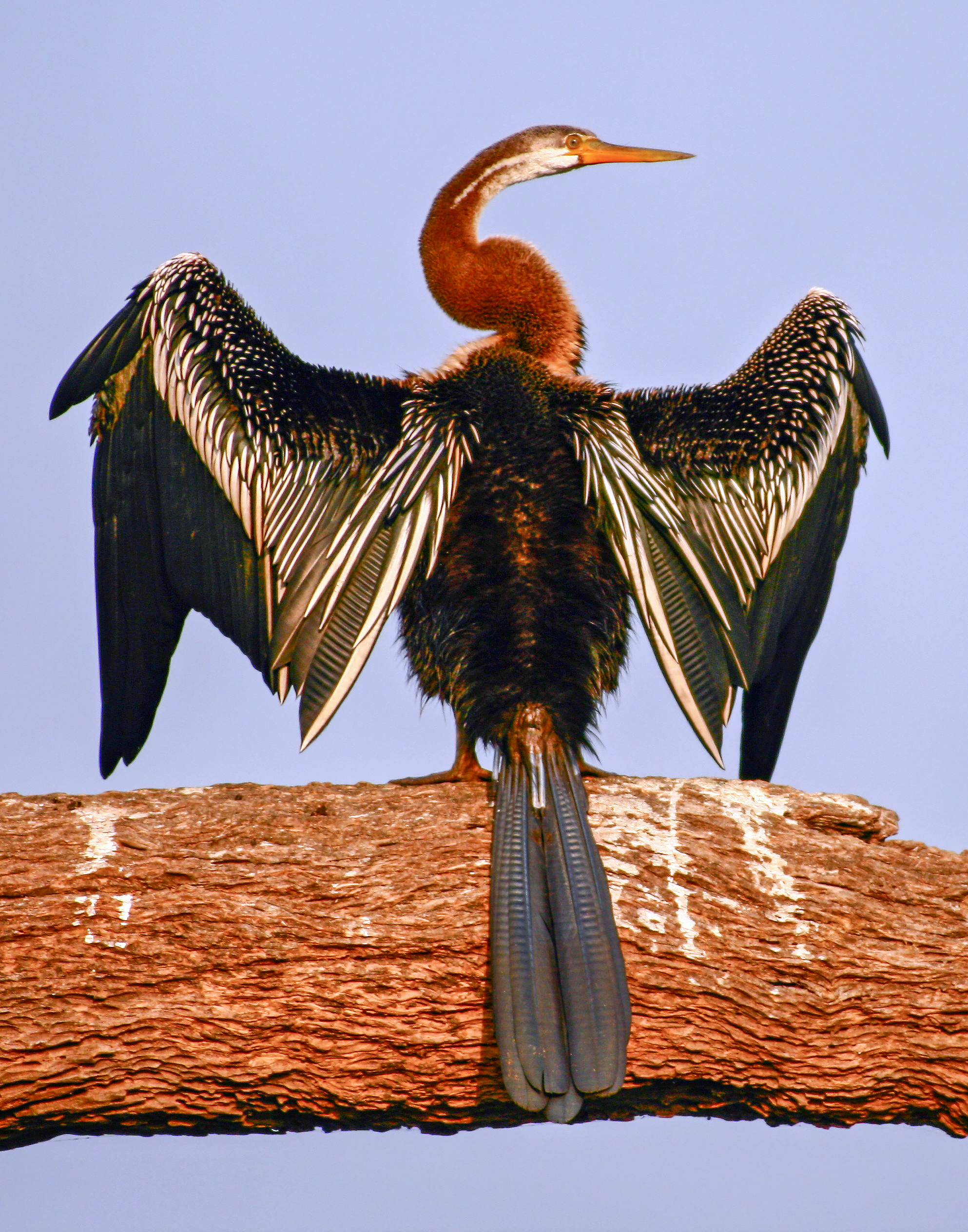
Змієшийка чорночерева (Anhinga melanogaster)

- Змієшийка чорночерева, Anhinga melanogaster

Родина: Бакланові (Phalacrocoracidae)

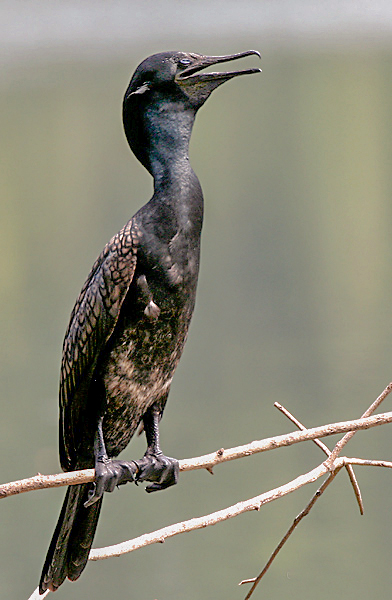
Баклан індійський (Phalacrocorax fuscicollis)

- Баклан яванський, Microcarbo niger
- Баклан великий, Phalacrocorax carbo
- Баклан індійський, Phalacrocorax fuscicollis

## Пеліканоподібні(Pelecaniformes)
Родина: Пеліканові (Pelecanidae)

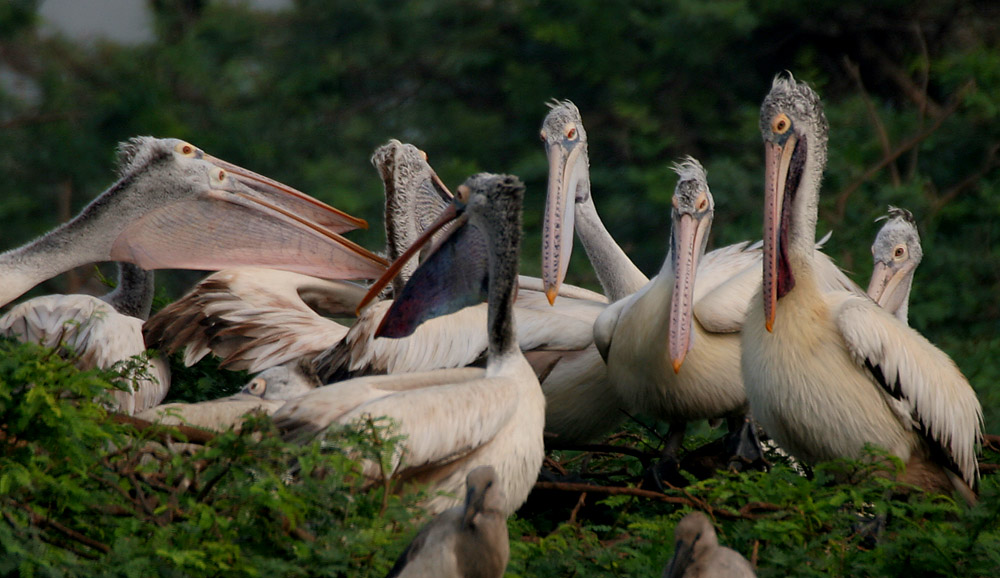
Пелікан сірий (Pelecanus philippensis)

- Пелікан рожевий, Pelecanus onocrotalus
- Пелікан сірий, Pelecanus philippensis
- Пелікан кучерявий, Pelecanus crispus (A) (Ex?)[3]

Родина: Чаплеві (Ardeidae)

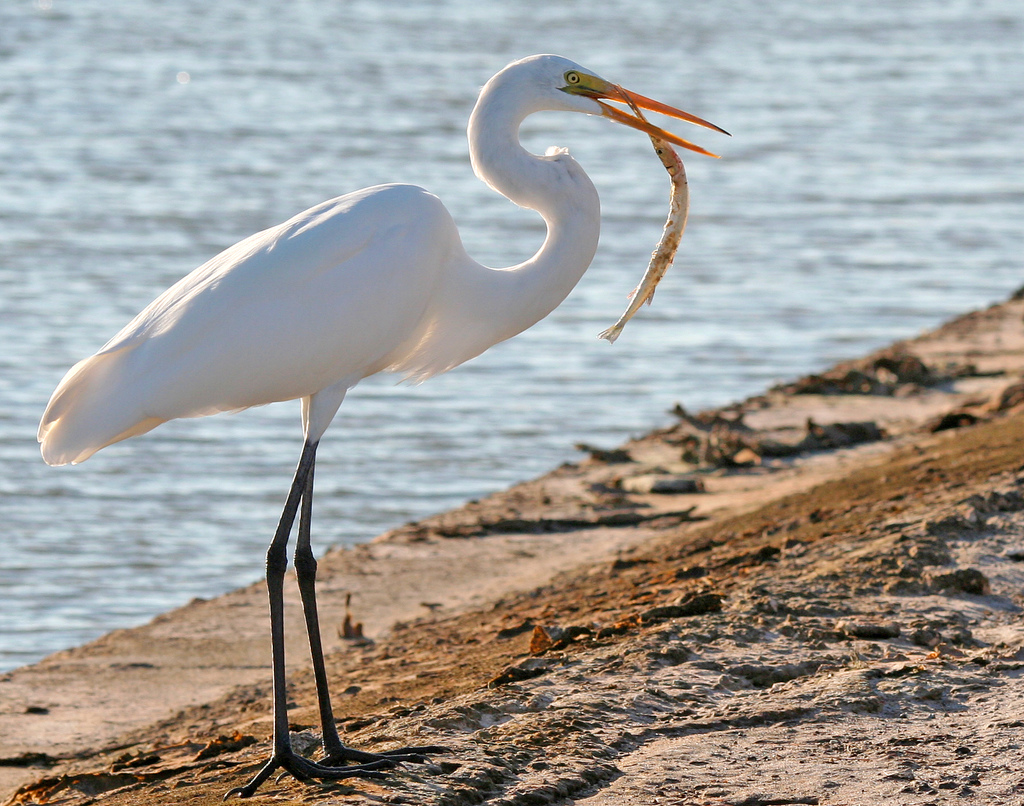
Чепура велика (Ardea alba)

- Бугай водяний, Botaurus stellaris (A)
- Бугайчик китайський, Ixobrychus sinensis
- Бугайчик звичайний, Ixobrychus minutus (Ex)[4]
- Бугайчик рудий, Ixobrychus cinnamomeus
- Бугайчик чорний, Ixobrychus flavicollis
- Чапля сіра, Ardea cinerea
- Чапля білочерева, Ardea insignis (Ex?)[5]
- Чапля-велетень, Ardea goliath (A)
- Чапля руда, Ardea purpurea
- Чепура велика, Ardea alba
- Чепура середня, Ardea intermedia
- Чепура мала, Egretta garzetta
- Чепура тихоокеанська, Egretta sacra (A)
- Чапля єгипетська, Bubulcus ibis
- Чапля індійська, Ardeola grayii
- Чапля китайська, Ardeola bacchus
- Чапля мангрова, Butorides striata
- Квак звичайний, Nycticorax nycticorax
- Квак малайський, Gorsachius melanolophus

Родина: Ібісові (Threskiornithidae)

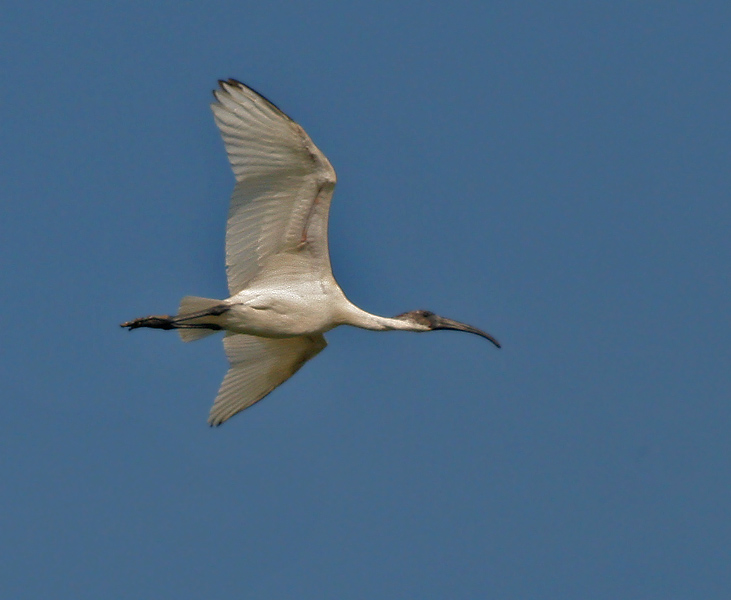
Ібіс сивоперий, Threskiornis melanocephalus

- Коровайка бура, Plegadis falcinellus (A)
- Ібіс сивоперий, Threskiornis melanocephalus
- Ібіс індійський, Pseudibis papillosa
- Косар білий, Platalea leucorodia

## Яструбоподібні(Accipitriformes)
Родина: Скопові (Pandionidae)
- Скопа, Pandion haliaetus

Родина: Яструбові (Accipitridae)

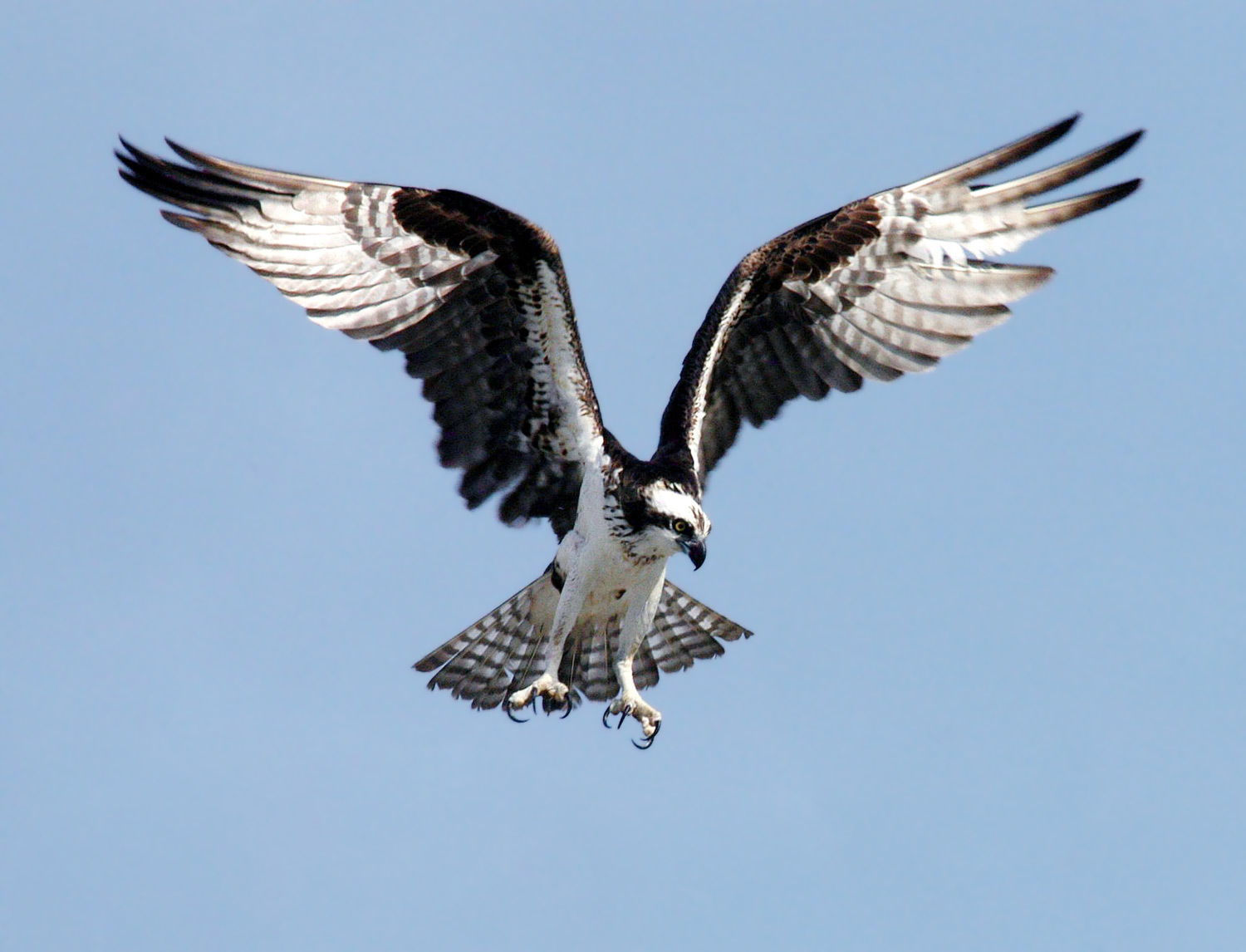
Скопа (Pandion haliaetus)

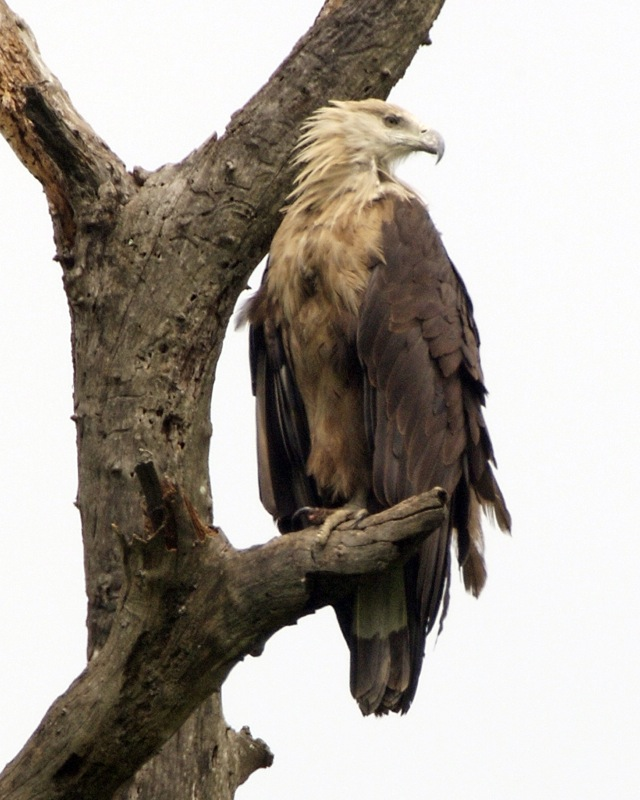
Орлан-довгохвіст (Haliaeetus leucoryphus)

- Шуліка чорноплечий, Elanus caeruleus
- Стерв'ятник, Neophron percnopterus
- Осоїд чубатий, Pernis ptilorhynchus
- Шуляк азійський, Aviceda jerdoni
- Шуляк чорний, Aviceda leuphotes
- Sarcogyps calvus(інші мови)
- Гриф чорний, Aegypius monachus (A)
- Сип бенгальський, Gyps bengalensis
- Сип індійський, Gyps indicus
- Gyps tenuirostris(інші мови)
- Кумай, Gyps himalayensis (A)
- Сип білоголовий, Gyps fulvus (A)
- Змієїд чубатий, Spilornis cheela
- Змієїд блакитноногий, Circaetus gallicus (A)
- Nisaetus cirrhatus(інші мови)
- Орел-чубань гірський, Nisaetus nipalensis (A)
- Орел-карлик індійський, Lophotriorchis kienerii (A)
- Орел чорний, Ictinaetus malaiensis (A)
- Підорлик індійський, Clanga hastata
- Підорлик великий, Clanga clanga
- Орел-карлик, Hieraaetus pennatus
- Орел рудий, Aquila rapax
- Орел степовий, Aquila nipalensis
- Могильник східний, Aquila heliaca (A)
- Орел-карлик яструбиний, Aquila fasciata
- Канюк білоокий, Butastur teesa
- Лунь очеретяний, Circus aeruginosus
- Circus spilonotus(інші мови)
- Лунь польовий, Circus cyaneus
- Лунь степовий, Circus macrourus
- Circus melanoleucos(інші мови)
- Лунь лучний, Circus pygargus (A)
- Яструб чубатий, Accipiter trivirgatus
- Яструб туркестанський, Accipiter badius
- Яструб японський, Accipiter gularis (A)
- Яструб яванський, Accipiter virgatus
- Яструб малий, Accipiter nisus
- Яструб великий, Accipiter gentilis (A)
- Шуліка чорний, Milvus migrans
- Шуліка королівський, Haliastur indus
- Орлан-білохвіст, Haliaeetus albicilla (A)
- Орлан-довгохвіст, Haliaeetus leucoryphus
- Орлан білочеревий, Haliaeetus leucogaster
- Орлан-рибалка малий, Icthyophaga humilis
- Орлан-рибалка великий, Icthyophaga ichthyaetus
- Канюк звичайний, Buteo buteo
- Buteo japonicus(інші мови) (A)
- Канюк степовий, Buteo rufinus

## Совоподібні(Strigiformes)
Родина: Сипухові (Tytonidae)
- Сипуха східна, Tyto longimembris
- Сипуха крапчаста, Tyto alba

Родина: Совові (Strigidae)

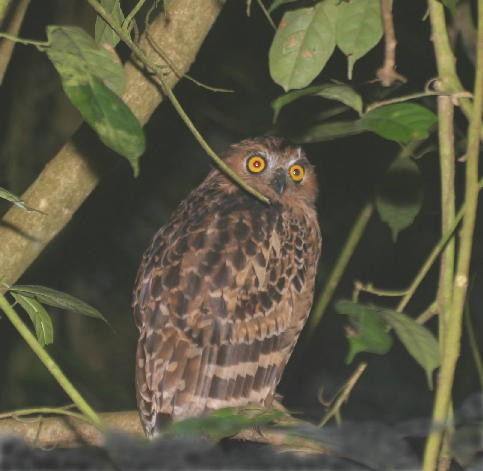
Пугач-рибоїд малазійський (Ketupa ketupu)

- Сплюшка гірська, Otus spilocephalus
- Сплюшка індійська, Otus bakkamoena
- Сплюшка бангладеська, Otus lettia
- Сплюшка східноазійська, Otus sunia
- Пугач палеарктичний, Bubo bubo
- Пугач індійський, Bubo bengalensis
- Пугач непальський, Bubo nipalensis
- Пугач брунатний, Bubo coromandus
- Пугач-рибоїд бурий, Ketupa zeylonensis
- Пугач-рибоїд рудий, Ketupa flavipes
- Пугач-рибоїд малазійський, Ketupa ketupu (A)
- Сичик-горобець малий, Taenioptynx brodiei
- Сичик-горобець азійський, Glaucidium cuculoides
- Сичик-горобець індійський, Glaucidium radiatum
- Сич брамінський, Athene brama
- Сова мангрова, Strix ocellata
- Сова бура, Strix leptogrammica
- Сова болотяна, Asio flammeus
- Сова-голконіг далекосхідна, Ninox scutulata

## Трогоноподібні(Trogoniformes)
Родина: Трогонові (Trogonidae)
- Трогон червоноголовий, Harpactes erythrocephalus

## Bucerotiformes
Родина: Одудові (Upupidae)
- Одуд, Upupa epops

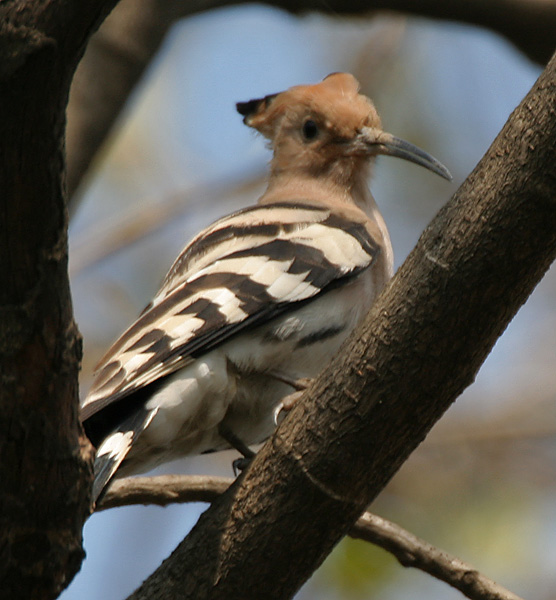
Одуд (Upupa epops)

Родина: Птахи-носороги (Bucerotidae)
- Гомрай дворогий, Buceros bicornis

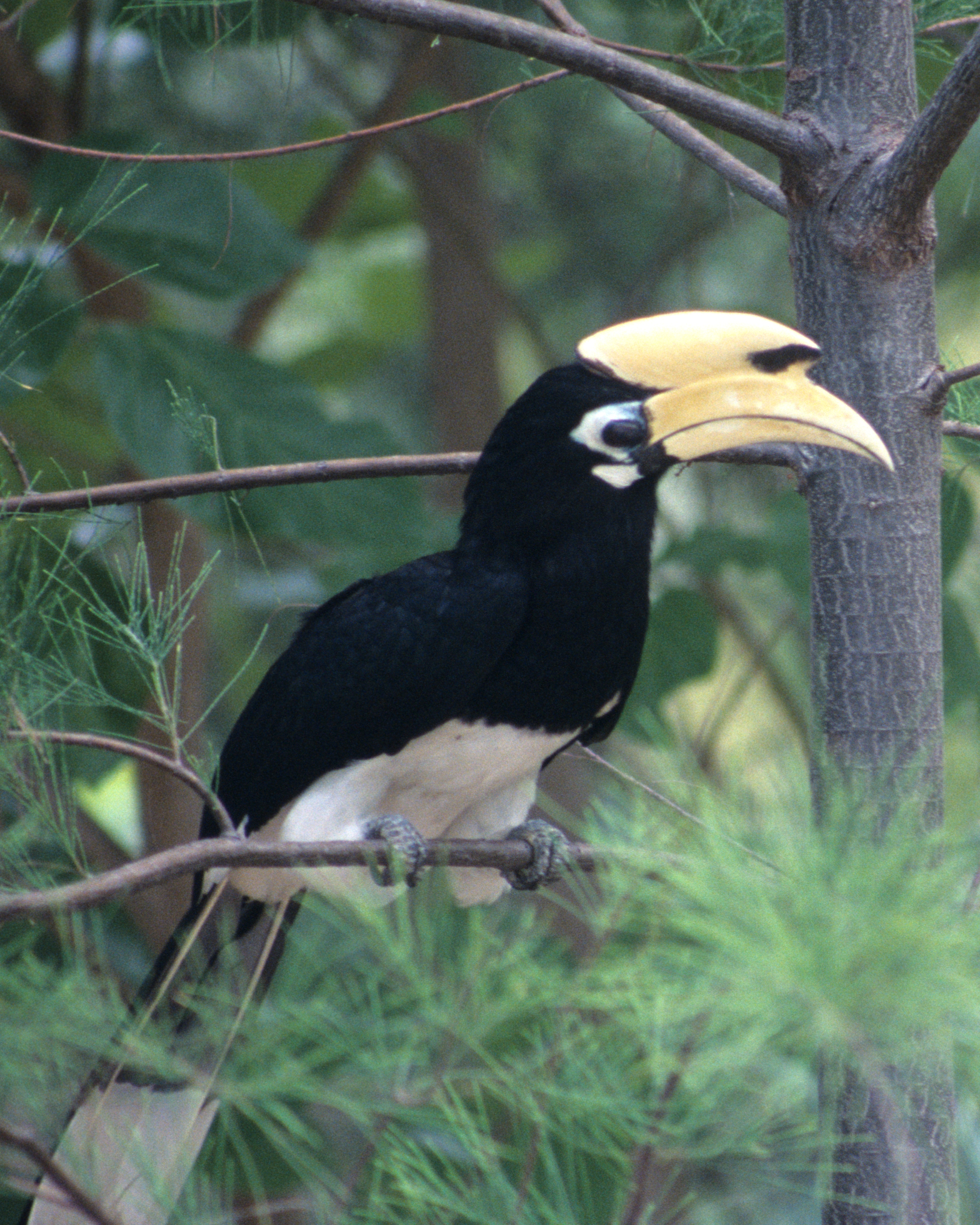
Птах-носоріг малабарський (Anthracoceros albirostris)

- Токо індійський, Ocyceros birostris (Ex)
- Птах-носоріг малабарський, Anthracoceros albirostris
- Калао непальський, Aceros nipalensis
- Калао смугастодзьобий, Rhyticeros undulatus (A)

## Сиворакшоподібні(Coraciiformes)
Родина: Рибалочкові (Alcedinidae)

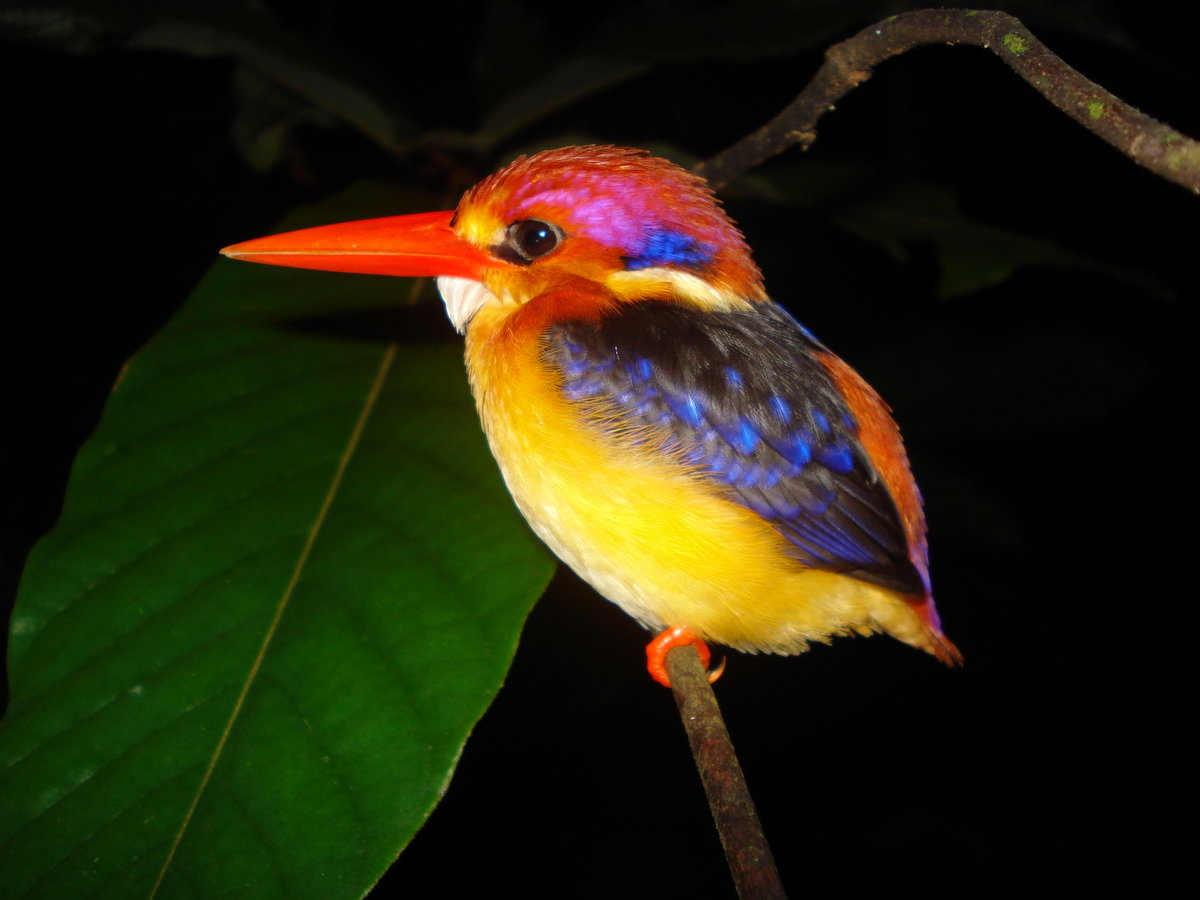
Рибалочка-крихітка трипалий (Ceyx erithacus)

- Рибалочка-геркулес, Alcedo hercules (A)
- Рибалочка блакитний, Alcedo atthis
- Рибалочка темно-синій, Alcedo meninting
- Рибалочка-крихітка трипалий, Ceyx erithaca
- Гуріал бурокрилий, Pelargopsis amauropterus
- Гуріал смарагдовокрилий, Pelargopsis capensis
- Альціон вогнистий, Halcyon coromanda
- Альціон білогрудий, Halcyon smyrnensis
- Альціон чорноголовий, Halcyon pileata
- Альціон білошиїй, Todiamphus chloris
- Рибалочка-чубань азійський, Megaceryle lugubris
- Рибалочка строкатий, Ceryle rudis

Родина: Бджолоїдкові (Meropidae)
- Бджолоїдка велика, Nyctyornis athertoni
- Бджолоїдка мала, Merops orientalis
- Бджолоїдка синьохвоста, Merops philippinus
- Бджолоїдка індійська, Merops leschenaulti

Родина: Сиворакшові (Coraciidae)

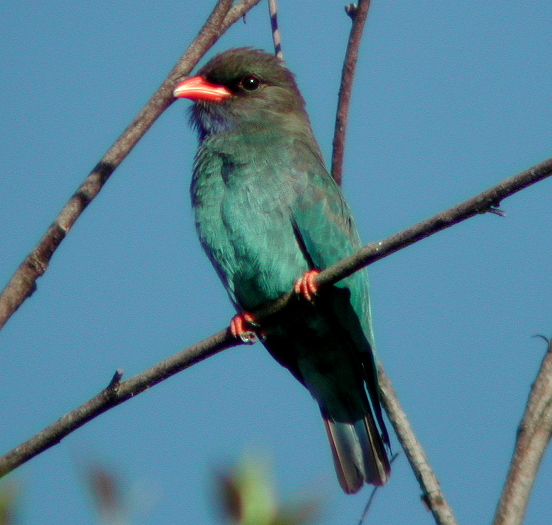
Широкорот східний (Eurystomus orientalis)

- Сиворакша бенгальська, Coracias benghalensis
- Сиворакша індокитайська, Coracias affinis
- Широкорот східний, Eurystomus orientalis

## Дятлоподібні(Piciformes)
Родина: Бородастикові (Megalaimidae)

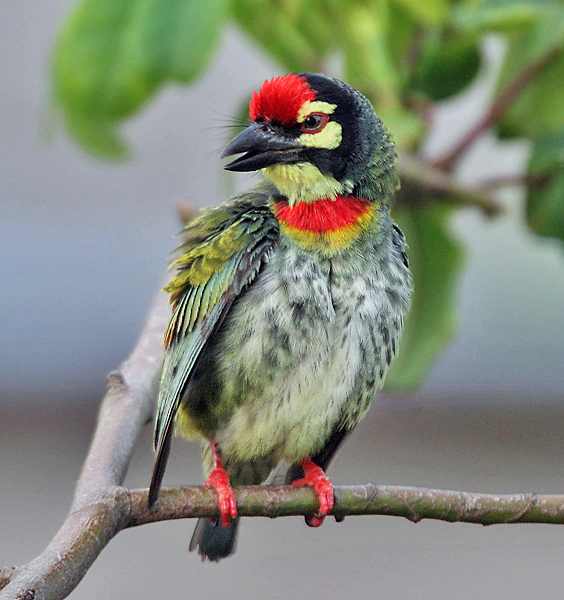
Бородастик червоноголовий (Psilopogon haemacephalus)

- Бородастик червоноголовий, Psilopogon haemacephalus
- Psilopogon cyanotis
- Бородастик великий, Psilopogon virens
- Бородастик смугастий, Psilopogon lineatus
- Бородастик цейлонський, Psilopogon zeylanicus
- Бородастик золотогорлий, Psilopogon franklinii
- Бородастик блакитнощокий, Psilopogon asiaticus

Родина: Дятлові (Picidae)

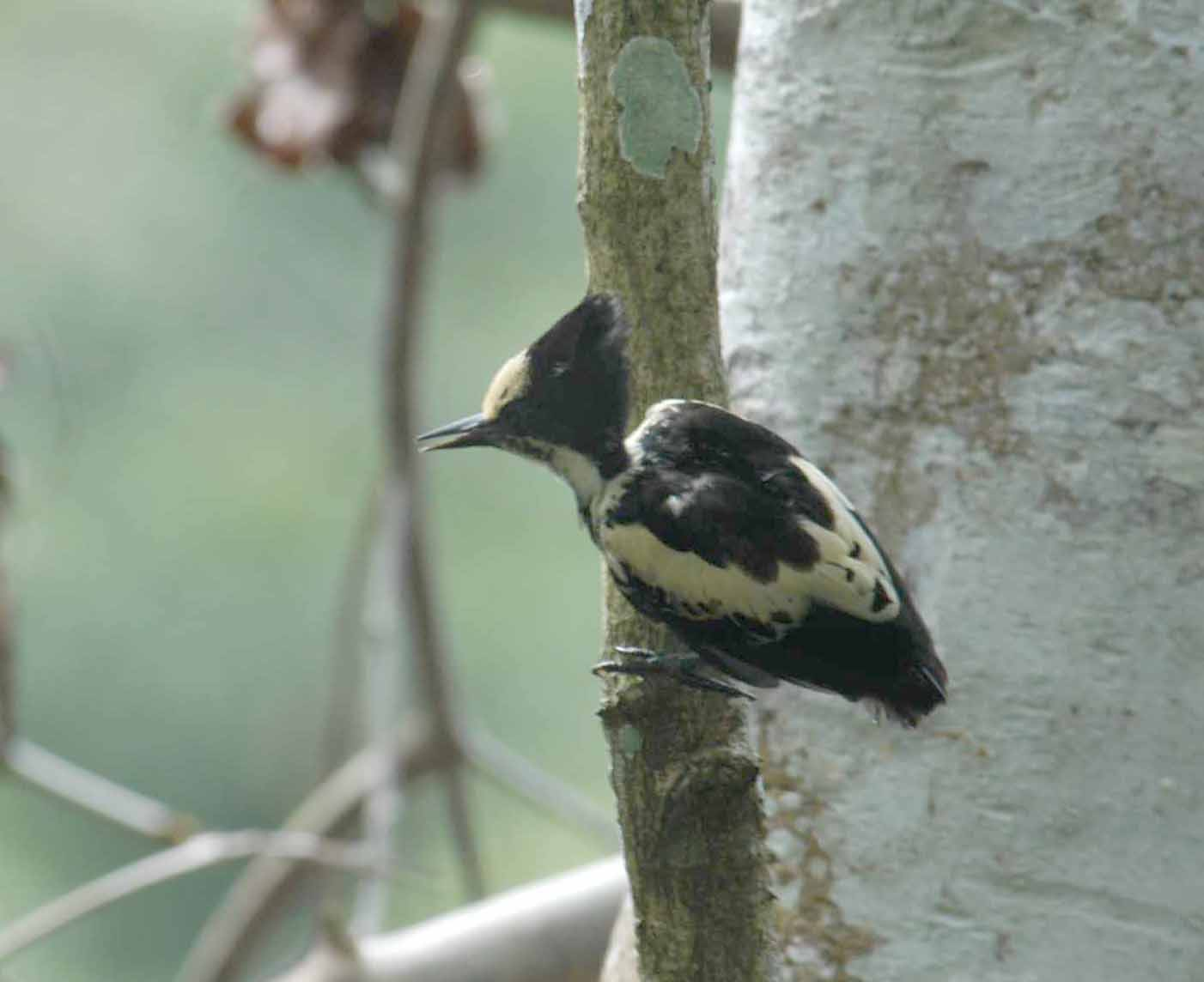
Дятел-куцохвіст чорночубий (Hemicircus canente)

- Крутиголовка звичайна, Jynx torquilla
- Добаш індійський, Picumnus innominatus
- Добаш білобровий, Sasia ochracea
- Дятел-куцохвіст чорночубий, Hemicircus canente (A)
- Дятел рудоголовий, Yungipicus nanus (A)
- Дятел сіролобий, Yungipicus canicapillus
- Leiopicus mahrattensis(інші мови)
- Dendrocopos macei(інші мови)
- Dendrocopos hyperythrus(інші мови)
- Древняк смугастий, Blythipicus pyrrhotis
- Дзьобак індокитайський, Chrysocolaptes guttacristatus
- Ятла руда, Micropternus brachyurus
- Дзекіль світлоголовий, Gecinulus grantia
- Дзьобак гімалайський, Dinopium shorii
- Дзьобак золотоспинний, Dinopium javanense
- Дзьобак чорногузий, Dinopium benghalense
- Жовна мала, Picus chlorolophus
- Picus xanthopygaeus(інші мови)
- Picus viridanus(інші мови)[6]
- Picus vittatus(інші мови)
- Жовна сива, Picus canus
- Жовна жовтогорла, Chrysophlegma flavinucha
- Торомба велика, Mulleripicus pulverulentus

## Соколоподібні(Falconiformes)
Родина: Соколові (Falconidae)

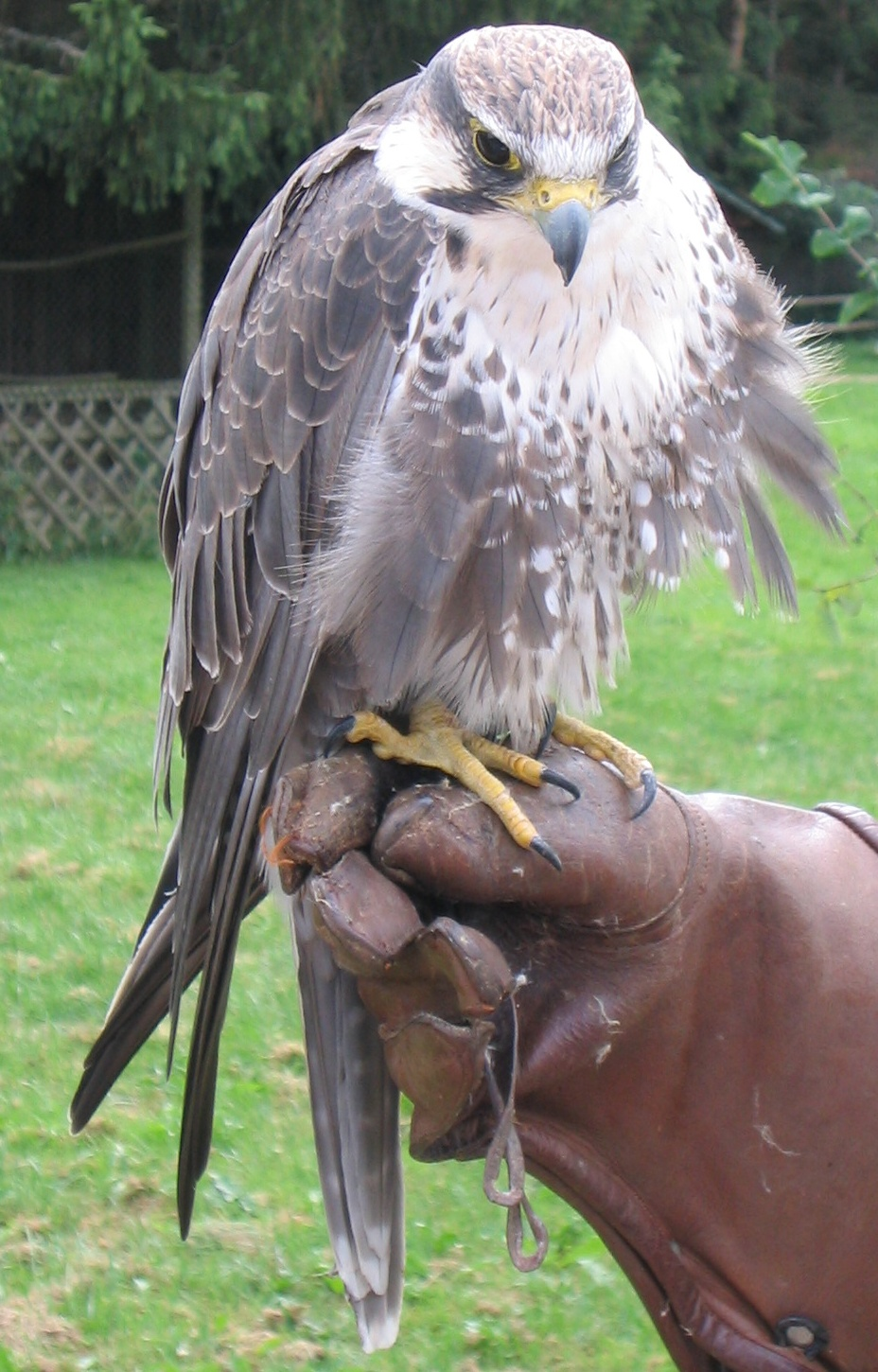
Лагар (Falco jugger)

- Сокіл-карлик червононогий, Microhierax caerulescens
- Сокіл-карлик строкатий, Microhierax melanoleucos
- Боривітер степовий, Falco naumanni (A)
- Боривітер звичайний, Falco tinnunculus
- Турумті, Falco chicquera
- Кібчик амурський, Falco amurensis
- Підсоколик малий, Falco columbarius (A)
- Підсоколик великий, Falco subbuteo
- Підсоколик східний, Falco severus (A) (Ex)[7]
- Лагар, Falco jugger
- Балабан, Falco cherrug
- Сапсан, Falco peregrinus

## Папугоподібні(Psittaciformes)
Родина: Psittaculidae
- Папуга індійський, Psittacula eupatria
- Папуга Крамера, Psittacula krameri (I)
- Папуга сіроголовий, Psittacula finschii
- Папужець фіолетовоголовий, Psittacula cyanocephala
- Папужець рожевоголовий, Psittacula roseata
- Папужець рожевоволий, Psittacula alexandri
- Кориліс індійський, Loriculus vernalis

## Горобцеподібні(Passeriformes)
Родина: Рогодзьобові (Eurylaimidae)
- Рогодзьоб довгохвостий, Psarisomus dalhousiae
- Рогодзьоб синьокрилий, Serilophus lunatus

Родина: Пітові (Pittidae)

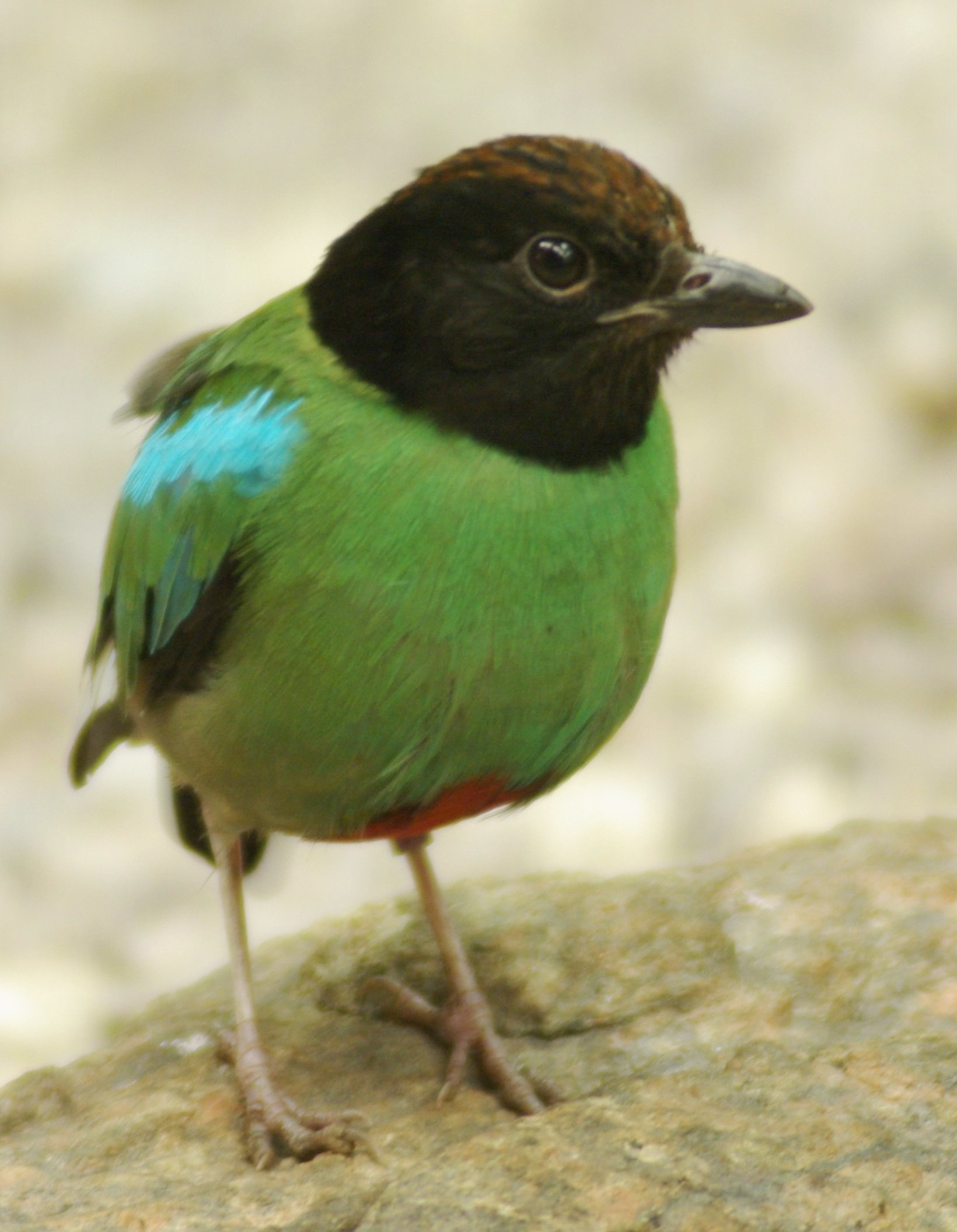
Піта чорноголова (Pitta sordida)

- Піта непальська, Hydrornis nipalensis
- Піта синя, Hydrornis cyanea
- Піта короткохвоста, Pitta brachyura
- Піта чорноголова, Pitta sordida
- Піта мангрова, Pitta megarhyncha

Родина: Личинкоїдові (Campephagidae)
- Личинкоїд білокрилий, Pericrocotus erythropygius
- Личинкоїд малий, Pericrocotus cinnamomeus
- Личинкоїд сірощокий, Pericrocotus solaris
- Личинкоїд короткодзьобий, Pericrocotus brevirostris
- Личинкоїд китайський, Pericrocotus ethologus
- Личинкоїд пломенистий, Pericrocotus speciosus
- Личинкоїд сірий, Pericrocotus divaricatus (A)
- Личинкоїд бурий, Pericrocotus cantonensis
- Личинкоїд рожевий, Pericrocotus roseus
- Шикачик великий, Coracina macei
- Шикачик чорнокрилий, Lalage melaschistos
- Шикачик чорноголовий, Lalage melanoptera

Родина: Віреонові (Vireonidae)
- Янчик рудогорлий, Pteruthius melanotis
- Югина зеленоспинна, Erpornis zantholeuca

Родина: Свистунові (Pachycephalidae)
- Свистун сірий, Pachycephala cinerea

Родина: Вивільгові (Oriolidae)
- Вивільга індійська, Oriolus kundoo
- Вивільга чорноголова, Oriolus chinensis
- Вивільга тонкодзьоба, Oriolus tenuirostris (A)
- Вивільга східна, Oriolus xanthornus
- Вивільга червона, Oriolus traillii

Родина: Ланграйнові (Artamidae)
- Ланграйн пальмовий, Artamus fuscus

Родина: Вангові (Vangidae)
- Ванговець великий, Tephrodornis gularis
- Ванговець малий, Tephrodornis pondicerianus
- Личинколюб білокрилий, Hemipus picatus

Родина: Йорові (Aegithinidae)
- Йора чорнокрила, Aegithina tiphia
- Йора мала, Aegithina nigrolutea

Родина: Віялохвісткові (Rhipiduridae)

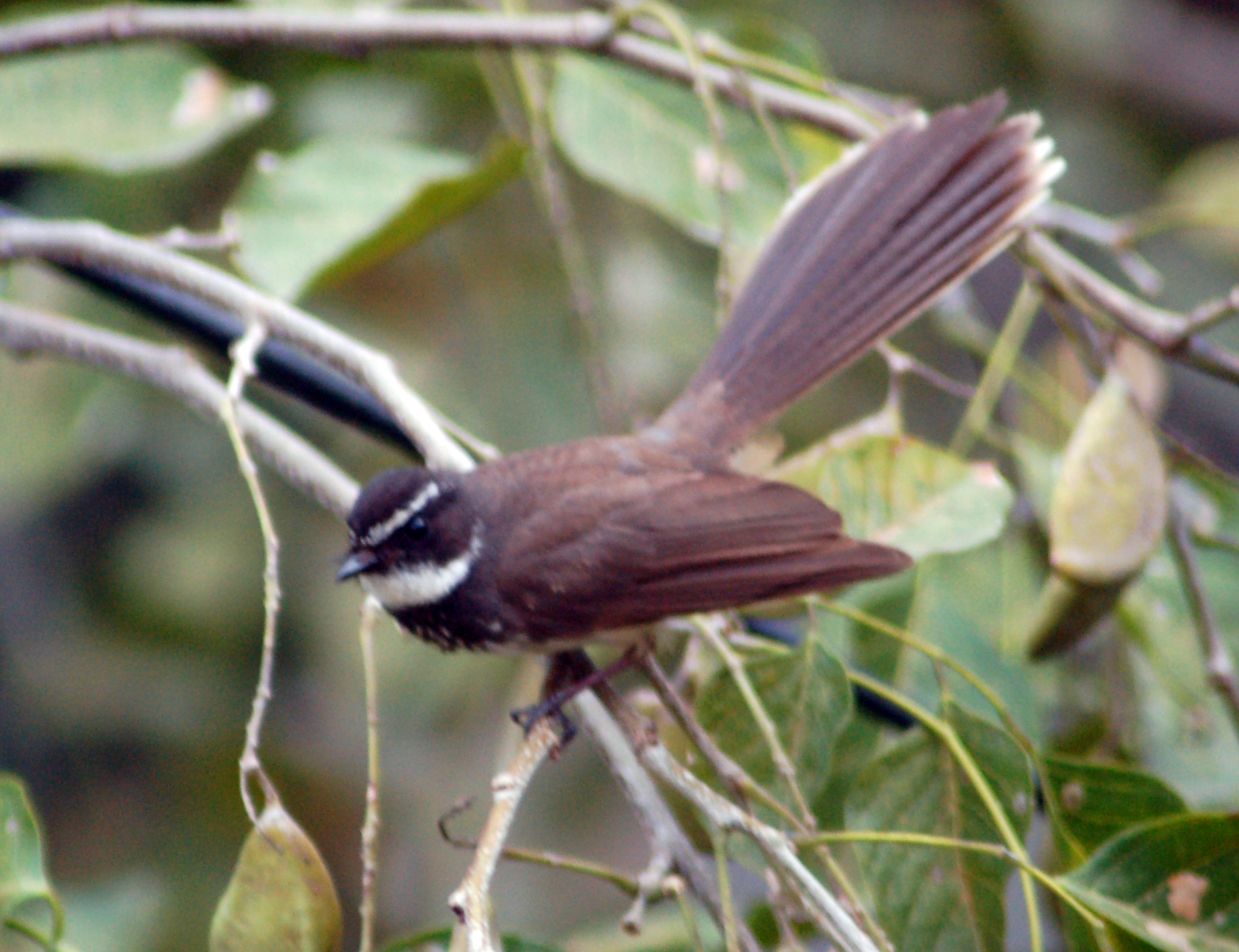
Віялохвістка білогорла (Rhipidura albicollis)

- Віялохвістка білогорла, Rhipidura albicollis
- Віялохвістка білоброва, Rhipidura aureola

Родина: Дронгові (Dicruridae)
- Дронго чорний, Dicrurus macrocercus
- Дронго сірий, Dicrurus leucophaeus
- Дронго білочеревий, Dicrurus caerulescens
- Дронго великодзьобий, Dicrurus annectens
- Дронго бронзовий, Dicrurus aeneus
- Дронго малий, Dicrurus remifer
- Дронго лірохвостий, Dicrurus hottentottus
- Дронго великий, Dicrurus paradiseus

Родина: Монархові (Monarchidae)
- Монаршик гіацинтовий, Hypothymis azurea
- Монарх-довгохвіст амурський, Terpsiphone incei (A)
- Terpsiphone affinis
- Монарх-довгохвіст азійський, Terpsiphone paradisi

Родина: Сорокопудові (Laniidae)
- Сорокопуд рудохвостий, Lanius isabellinus (A)
- Сорокопуд сибірський, Lanius cristatus
- Сорокопуд бірманський, Lanius collurioides (A)
- Сорокопуд індійський, Lanius vittatus
- Сорокопуд довгохвостий, Lanius schach
- Сорокопуд тибетський, Lanius tephronotus
- Сорокопуд сірий, Lanius excubitor

Родина: Воронові (Corvidae)
- Сойка звичайна, Garrulus glandarius
- Кіта червонодзьоба, Urocissa erythrorhyncha
- Циса зелена, Cissa chinensis
- Вагабунда світлокрила, Dendrocitta vagabunda
- Вагабунда сіровола, Dendrocitta formosae
- Вагабунда маскова, Dendrocitta frontalis
- Ворона індійська, Corvus splendens
- Ворона великодзьоба, Corvus macrorhynchos
- Ворона джунглева, Corvus levaillantii

Родина: Stenostiridae
- Віялохвістка жовточерева, Chelidorhynx hypoxanthus
- Канарниця сіроголова, Culicicapa ceylonensis

Родина: Синицеві (Paridae)
- Синиця золоточуба, Melanochlora sultanea
- Синиця зеленоспинна, Parus monticolus (A)
- Синиця південноазійська, Parus cinereus
- Синиця королівська, Machlolophus spilonotus

Родина: Жайворонкові (Alaudidae)

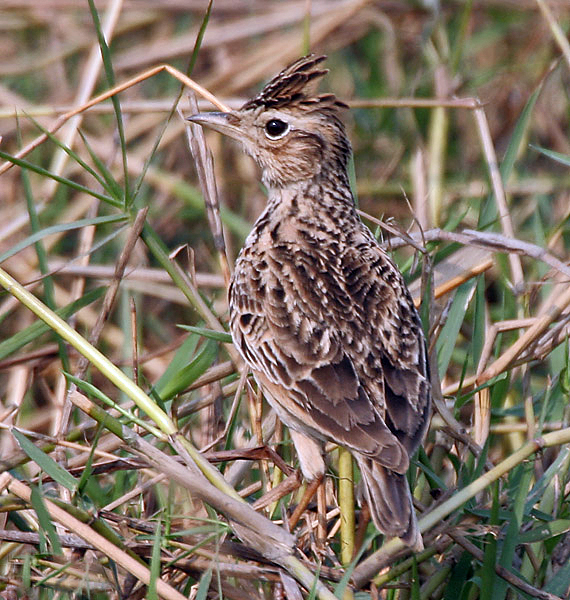
Жайворонок індійський (Alauda gulgula)

- Жервінчик сірий, Eremopterix griseus
- Фірлюк чагарниковий, Mirafra cantillans
- Фірлюк великодзьобий, Mirafra assamica
- Жайворонок малий, Calandrella brachydactyla (A)
- Calandrella dukhunensis
- Жайворонок тонкодзьобий, Calandrella acutirostris
- Жайворонок крихітний, Alaudala raytal
- Жайворонок індійський, Alauda gulgula

Родина: Тамікові (Cisticolidae)
- Кравчик довгохвостий, Orthotomus sutorius
- Кравчик чорноволий, Orthotomus atrogularis
- Принія гірська, Prinia crinigera
- Принія чорногорла, Prinia atrogularis
- Принія рудолоба, Prinia buchanani (A)
- Принія руда, Prinia rufescens
- Принія попеляста, Prinia hodgsonii
- Prinia lepida
- Принія джунглева, Prinia sylvatica
- Принія жовточерева, Prinia flaviventris
- Принія рудочерева, Prinia socialis
- Принія вохристобока, Prinia inornata
- Таміка віялохвоста, Cisticola juncidis
- Таміка золотоголова, Cisticola exilis

Родина: Очеретянкові (Acrocephalidae)
- Очеретянка товстодзьоба, Arundinax aedon
- Берестянка мала, Iduna caligata
- Берестянка південна, Iduna rama (A)
- Очеретянка чорноброва, Acrocephalus bistrigiceps
- Очеретянка індійська, Acrocephalus agricola
- Очеретянка тупокрила, Acrocephalus concinens
- Очеретянка садова, Acrocephalus dumetorum
- Очеретянка великодзьоба, Acrocephalus orinus (А)
- Очеретянка східна, Acrocephalus orientalis
- Очеретянка південна, Acrocephalus stentoreus

Родина: Кобилочкові (Locustellidae)
- Матата болотяна, Megalurus palustris
- Кобилочка співоча, Helopsaltes certhiola
- Кобилочка плямиста, Locustella lanceolata (A)
- Куцокрил бурий, Locustella luteoventris (A)
- Кобилочка-цвіркун, Locustella naevia (A)
- Куцокрил тайговий, Locustella davidi (A)
- Куцокрил малий, Locustella thoracica (A)
- Куцокрил іржастий, Locustella mandelli
- Кущавниця смугаста, Schoenicola striatus

Родина: Pnoepygidae
- Тимелія-куцохвіст мала, Pnoepyga pusilla (A)

Родина: Ластівкові (Hirundinidae)
- Ластівка сіровола, Riparia chinensis
- Ластівка берегова, Riparia riparia
- Ластівка бліда, Riparia diluta (A)
- Ластівка бура, Ptyonoprogne concolor
- Ластівка сільська, Hirundo rustica
- Ластівка ниткохвоста, Hirundo smithii
- Ластівка даурська, Cecropis daurica
- Ластівка синьоголова, Cecropis striolata
- Ясківка індійська, Petrochelidon fluvicola (A)
- Ластівка міська, Delichon urbicum
- Ластівка азійська, Delichon dasypus (A)
- Ластівка непальська, Delichon nipalensis

Родина: Бюльбюлеві (Pycnonotidae)

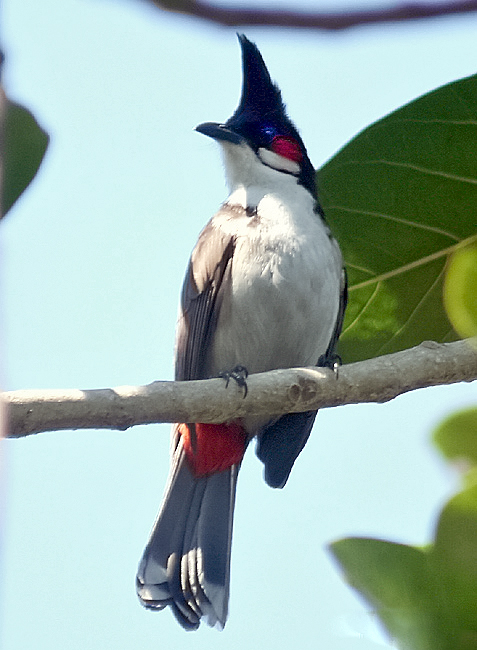
Бюльбюль червоногузий (Pycnonotus jocosus)

- Бюльбюль чорноголовий, Brachypodius melanocephalos
- Бюльбюль чорночубий, Rubigula flaviventris
- Бюльбюль-товстодзьоб чубатий, Spizixos canifrons
- Бюльбюль червоночубий, Pycnonotus cafer
- Бюльбюль червоногузий, Pycnonotus jocosus
- Бюльбюль сосновий, Pycnonotus flavescens
- Бюльбюль білобровий, Pycnonotus luteolus
- Бюльбюль-бородань білолобий, Alophoixus flaveolus
- Оливник асамський, Iole cacharensis
- Горована гімалайська, Hypsipetes leucocephalus
- Оливник попелястий, Hemixos flavala
- Оливник гірський, Ixos mcclellandii

Родина: Вівчарикові (Phylloscopidae)
- Вівчарик лісовий, Phylloscopus inornatus
- Вівчарик алтайський, Phylloscopus humei (A)
- Вівчарик золотомушковий, Phylloscopus proregulus
- Вівчарик непальський, Phylloscopus chloronotus
- Вівчарик товстодзьобий, Phylloscopus schwarzi
- Вівчарик індійський, Phylloscopus griseolus
- Вівчарик гімалайський, Phylloscopus affinis
- Вівчарик бурий, Phylloscopus fuscatus
- Вівчарик темний, Phylloscopus fuligiventer (A)
- Вівчарик-ковалик, Phylloscopus collybita
- Вівчарик оливковий, Phylloscopus coronatus
- Скриточуб гімалайський, Phylloscopus intermedius (A)
- Скриточуб сірощокий, Phylloscopus poliogenys
- Скриточуб гірський, Phylloscopus burkii
- Скриточуб сіроголовий, Phylloscopus tephrocephalus
- Скриточуб-свистун, Phylloscopus whistleri
- Вівчарик жовточеревий, Phylloscopus nitidus
- Вівчарик зелений, Phylloscopus trochiloides
- Вівчарик довгодзьобий, Phylloscopus magnirostris (A)
- Вівчарик світлоногий, Phylloscopus tenellipes (A)
- Скриточуб іржастоголовий, Phylloscopus castaniceps (A)
- Вівчарик чорнобровий, Phylloscopus cantator
- Вівчарик світлоголовий, Phylloscopus occipitalis
- Вівчарик рододендровий, Phylloscopus reguloides
- Вівчарик широкобровий, Phylloscopus claudiae
- Скриточуб смугоголовий, Phylloscopus xanthoschistos

Родина: Cettiidae
- Очеретянка-куцохвіст далекосхідна, Urosphena squameiceps (A)
- Тезія жовтоброва, Tesia cyaniventer
- Тезія золотоголова, Tesia olivea (A)
- Очеретянка рудолоба, Cettia major (A)
- Очеретянка рудоголова, Cettia brunnifrons (A)
- Тезія червоноголова, Cettia castaneocoronata (A)
- Війчик білобровий, Abroscopus superciliaris
- Війчик рудощокий, Abroscopus albogularis
- Кравчик гірський, Phyllergates cucullatus
- Очеретянка вохриста, Horornis fortipes
- Очеретянка непальська, Horornis flavolivaceus (A)

Родина: Кропив'янкові (Sylviidae)
- Кропив'янка прудка, Curruca curruca (A)
- Кропив'янка товстодзьоба, Curruca crassirostris

Родина: Суторові (Paradoxornithidae)
- Тимелія золотиста, Chrysomma sinense
- Тимелія лучна, Chrysomma altirostre
- Сутора чорноборода, Psittiparus gularis
- Сутора рудоголова, Psittiparus bakeri
- Сутора гімалайська, Paradoxornis flavirostris
- Сутора чорнощока, Paradoxornis guttaticollis
- Сутора білогорла, Chleuasicus atrosuperciliaris

Родина: Окулярникові (Zosteropidae)
- Стафіда східна, Staphida castaniceps
- Югина асамська, Yuhina bakeri
- Югина вусата, Yuhina flavicollis
- Югина темнокрила, Yuhina gularis
- Югина мала, Yuhina nigrimenta
- Окулярник південний, Zosterops palpebrosus

Родина: Тимелієві (Timaliidae)
- Тимелія червоноголова, Timalia pileata
- Синчівка жовточерева, Mixornis gularis
- Куртник, Dumetia hyperythra
- Тимелія-темнодзьоб золотиста, Cyanoderma chrysaeum
- Cyanoderma ambiguum
- Тимелія-криводзьоб бірманська, Pomatorhinus ochraceiceps
- Тимелія серподзьоба, Pomatorhinus superciliaris
- Тимелія-криводзьоб рудошия, Pomatorhinus ruficollis
- Тимелія-криводзьоб сивоголова, Pomatorhinus schisticeps
- Тимелія-криводзьоб велика, Erythrogenys hypoleucos
- Тимелія-криводзьоб рудощока, Erythrogenys erythrogenys
- Тимелія-криводзьоб буробока, Erythrogenys mcclellandi
- Тимелія-темнодзьоб вохриста, Stachyris nigriceps

Родина: Pellorneidae
- Тимелія білоголова, Gampsorhynchus rufulus
- Альципа-крихітка жовтоброва, Schoeniparus cinereus
- Альципа-крихітка білоброва, Schoeniparus castaneceps
- Альципа рудовола, Schoeniparus rufogularis
- Принія болотяна, Laticilla cinerascens
- Баблер рудоголовий, Pellorneum ruficeps
- Баблер болотяний, Pellorneum palustre
- Баблер білочеревий, Pellorneum albiventre
- Баблер вохристий, Pellorneum tickelli
- Баблер довгодзьобий, Napothera malacoptila
- Тордина бура, Malacocincla abbotti
- Турдинула короткохвоста, Gypsophila brevicaudata (A)
- Кущавниця велика, Graminicola bengalensis

Родина: Alcippeidae
- Альципа сіроголова, Alcippe poioicephala
- Альципа непальська, Alcippe nipalensis

Родина: Leiothrichidae
- Кратеропа довгохвоста, Argya caudata
- Кратеропа смугастоголова, Argya earlei
- Кратеропа асамська, Argya longirostris
- Кратеропа попеляста, Argya striata
- Чагарниця чубата, Garrulax leucolophus
- Чагарниця горжеткова, Garrulax monileger
- Чагарниця рудогорла, Ianthocincla rufogularis
- Чагарниця пекторалова, Pterorhinus pectoralis
- Тимельовець гімалайський, Pterorhinus ruficollis
- Тимельовець жовтогорлий, Pterorhinus galbanus
- Тимельовець бутанський, Pterorhinus gularis
- Сибія довгохвоста, Heterophasia picaoides  (A)
- Мінла рудохвоста, Minla ignotincta
- Мінла карміновокрила, Liocichla phoenicea
- Сибія рудолоба, Actinodura egertoni
- Сіва, Actinodura cyanouroptera

Родина: Повзикові (Sittidae)
- Повзик іржастий, Sitta castanea
- Повзик іржастий, Sitta cinnamoventris
- Повзик тибетський, Sitta nagaensis
- Повзик червонодзьобий, Sitta frontalis

Родина: Підкоришникові (Certhiidae)
- Підкоришник гімалайський, Certhia himalayana

Родина: Воловоочкові (Troglodytidae)
- Волове очко, Troglodytes troglodytes

Родина: Elachuridae
- Баблер-рихтарик плямистий, Elachura formosa

Родина: Пронуркові (Cinclidae)
- Пронурок бурий, Cinclus pallasii

Родина: Шпакові (Sturnidae)
- Шпак-малюк філіпінський, Aplonis panayensis
- Gracula religiosa
- Шпак звичайний, Sturnus vulgaris (A)
- Шпак рожевий, Pastor roseus (A)
- Шпак даурський, Agropsar sturninus (A)
- Шпак японський, Agropsar philippensis (A)
- Шпак строкатий, Gracupica contra
- Шпачок брамінський, Sturnia pagodarum
- Шпачок сіроголовий, Sturnia malabarica
- Майна індійська, Acridotheres tristis
- Майна берегова, Acridotheres ginginianus
- Майна джунглева, Acridotheres fuscus
- Майна світлочерева, Acridotheres cinereus (I)
- Майна велика, Acridotheres grandis
- Мерл азійський, Saroglossa spilopterus

Родина: Дроздові (Turdidae)
- Квічаль довгохвостий, Zoothera dixoni
- Квічаль гімалайський, Zoothera mollissima (A)
- Квічаль довгодзьобий, Zoothera marginata (A)
- Квічаль гірський, Zoothera monticola (A)
- Квічаль строкатий, Zoothera dauma (A)
- Кохоа пурпуровий, Cochoa purpurea (A)
- Квічаль вогнистоголовий, Geokichla citrina
- Дрізд чорний, Turdus merula
- Дрізд сірокрилий, Turdus boulboul
- Дрізд індостанський, Turdus simillimus (A)
- Дрізд індійський, Turdus unicolor (A)
- Дрізд індокитайський, Turdus dissimilis
- Дрізд вузькобровий, Turdus obscurus (A)
- Дрізд гімалайський, Turdus albocinctus
- Дрізд темний, Turdus eunomus

Родина: Мухоловкові (Muscicapidae)

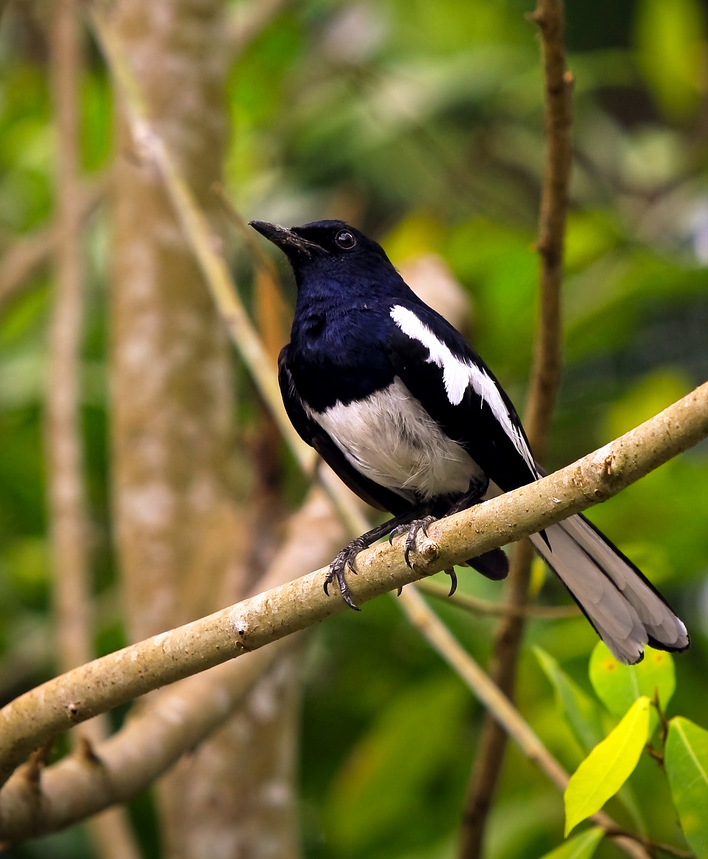
Шама індійська (Copsychus saularis) є національним птахом Бангладеш

- Мухоловка сибірська, Muscicapa sibirica (A)
- Мухоловка руда, Muscicapa ferruginea (A)
- Мухоловка бура, Muscicapa dauurica
- Мухоловка бамбукова, Muscicapa muttui (A)
- Тарабіла, Copsychus fulicatus
- Шама індійська, Copsychus saularis
- Шама білогуза, Copsychus malabaricus
- Мухоловка діамантова, Anthipes monileger
- Нільтава бліда, Cyornis poliogenys
- Нільтава лазурова, Cyornis unicolor (A)
- Нільтава синьоголова, Cyornis rubeculoides
- Нільтава гімалайська, Cyornis magnirostris
- Нільтава таїландська, Cyornis whitei (A)
- Нільтава вохристовола, Cyornis tickelliae
- Нільтава велика, Niltava grandis (A)
- Нільтава мала, Niltava macgrigoriae (A)
- Нільтава рудочерева, Niltava sundara (A)
- Niltava oatesi
- Мухоловка бірюзова, Eumyias thalassinus
- Алікорто малий, Brachypteryx leucophris (A)
- Алікорто індиговий, Brachypteryx cruralis
- Соловейко білобровий, Larvivora brunnea (A)
- Соловейко синій, Larvivora cyane (A)
- Синьошийка, Luscinia svecica
- Аренга велика, Myophonus caeruleus
- Вилохвістка гірська, Enicurus scouleri
- Вилохвістка білочуба, Enicurus leschenaulti (A)
- Вилохвістка плямиста, Enicurus maculatus
- Вилохвістка чорноспинна, Enicurus immaculatus
- Вилохвістка маскова, Enicurus schistaceus (A)
- Соловейко вогнистогорлий, Calliope pectardens (A)
- Соловейко червоногорлий, Calliope calliope
- Соловейко білохвостий, Calliope pectoralis
- Соловейко біловусий, Calliope tschebaiewi
- Підпаленик білохвостий, Myiomela leucura
- Синьохвіст гімалайський, Tarsiger rufilatus
- Синьохвіст рудоволий, Tarsiger hyperythrus
- Синьохвіст білобровий, Tarsiger indicus (A)
- Мухоловка гімалайська, Ficedula tricolor (A)
- Мухоловка білоброва, Ficedula hyperythra
- Мухоловка сірощока, Ficedula strophiata (A)
- Мухоловка сапфірова, Ficedula sapphira (A)
- Мухоловка широкоброва, Ficedula westermanni
- Мухоловка ультрамаринова, Ficedula superciliaris (A)
- Мухоловка рудохвоста, Ficedula ruficauda (A)
- Мухоловка північна, Ficedula albicilla
- Мухоловка мала, Ficedula parva (A)
- Горихвістка синьолоба, Phoenicurus frontalis
- Горихвістка сиза, Phoenicurus fuliginosus
- Горихвістка водяна, Phoenicurus leucocephalus (A)
- Горихвістка чорна, Phoenicurus ochruros
- Горихвістка сибірська, Phoenicurus auroreus (A)
- Скеляр рудочеревий, Monticola rufiventris (A)
- Скеляр білокрилий, Monticola cinclorhyncha (A)
- Скеляр синій, Monticola solitarius
- Трав'янка велика, Saxicola insignis (A)
- Saxicola maurus
- Трав'янка білохвоста, Saxicola leucurus
- Трав'янка чорна, Saxicola caprata
- Трав'янка строката, Saxicola jerdoni (A)
- Трав'янка сіра, Saxicola ferreus
- Oenanthe fusca(інші мови)

Родина: Квіткоїдові (Dicaeidae)
- Квіткоїд товстодзьобий, Dicaeum agile
- Квіткоїд смугастогрудий, Dicaeum chrysorrheum
- Квіткоїд жовточеревий, Dicaeum melanozanthum (A)
- Квіткоїд трибарвний, Dicaeum trigonostigma
- Квіткоїд індійський, Dicaeum erythrorhynchos
- Квіткоїд індокитайський, Dicaeum minullum
- Квіткоїд червоноволий, Dicaeum ignipectus (A)
- Квіткоїд червоний, Dicaeum cruentatum

Родина: Нектаркові (Nectariniidae)

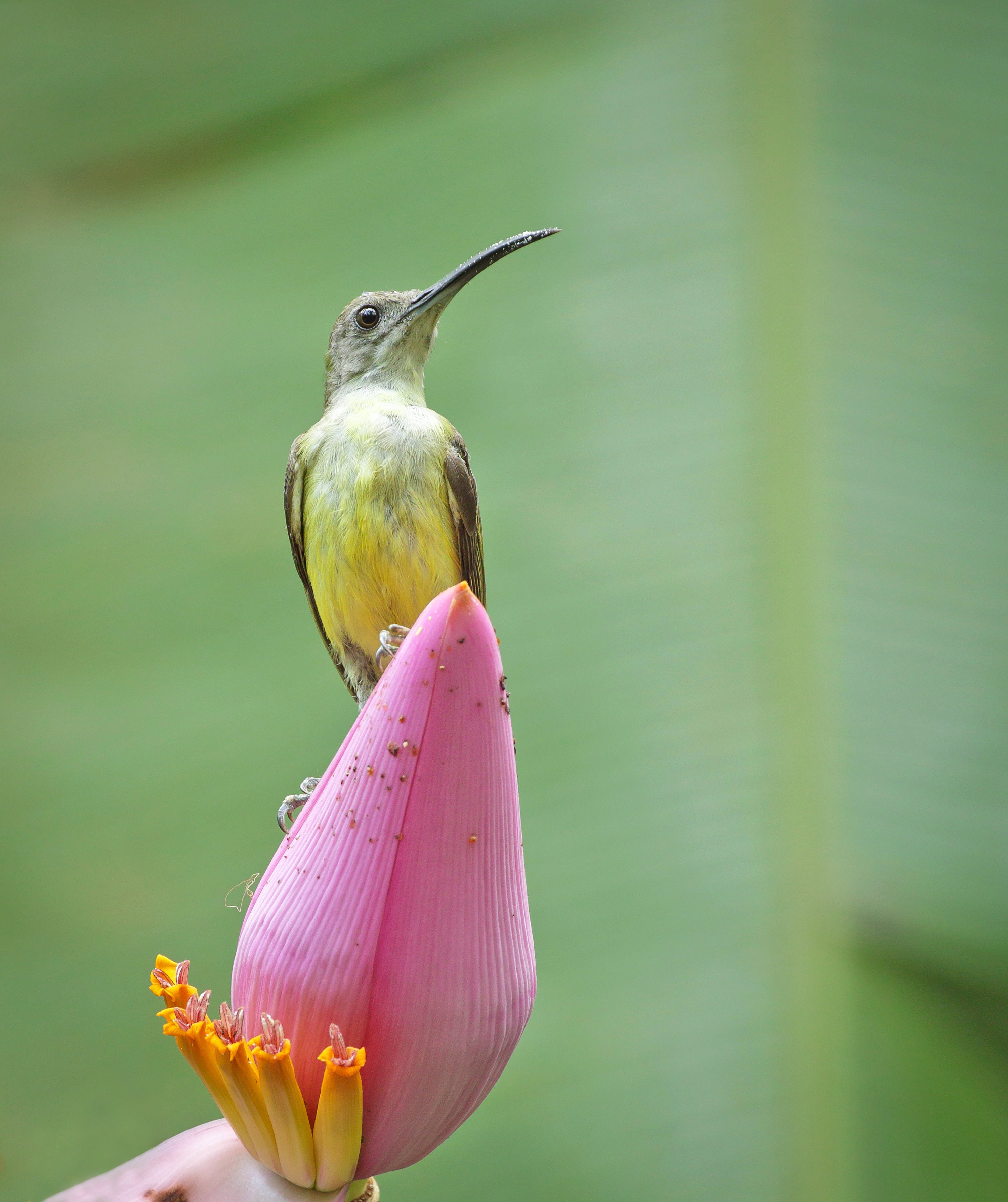
Павуколов малий (Arachnothera longirostra)

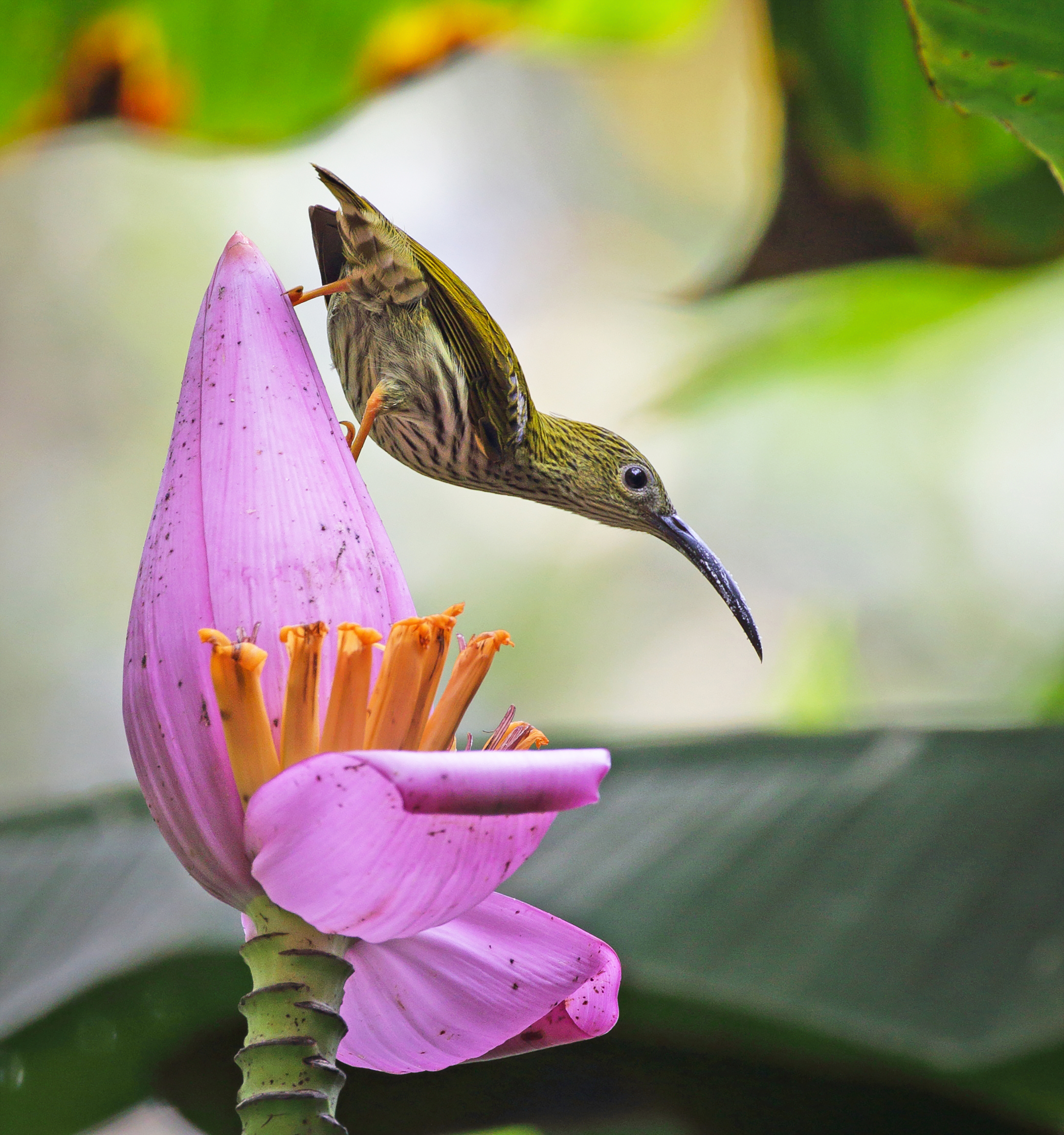
Павуколов смугастий (Arachnothera magna)

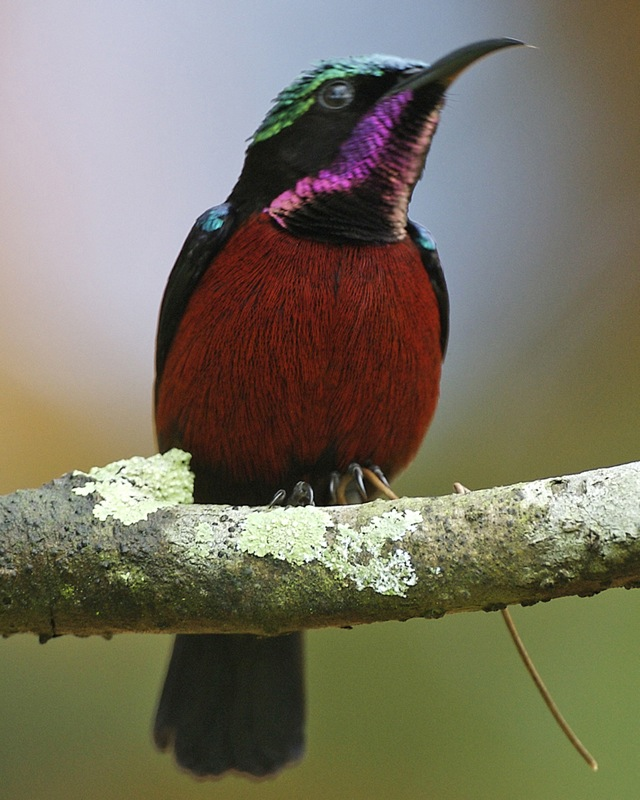
Нектаринка мангрова (Leptocoma brasiliana)

- Саїманга червонощока, Chalcoparia singalensis
- Нектаринка лимонногруда, Leptocoma zeylonica
- Нектаринка мангрова, Leptocoma brasiliana
- Маріка пурпурова, Cinnyris asiaticus
- Маріка жовточерева, Cinnyris jugularis (A)
- Сіпарая гімалайська, Aethopyga ignicauda (A)
- Сіпарая чорногруда, Aethopyga saturata
- Сіпарая жовточерева, Aethopyga gouldiae (A)
- Сіпарая непальська, Aethopyga nipalensis
- Сіпарая червона, Aethopyga siparaja
- Павуколов малий, Arachnothera longirostra
- Павуколов смугастий, Arachnothera magna

Родина: Іренові (Irenidae)
- Ірена блакитна, Irena puella

Родина: Зеленчикові (Chloropseidae)
- Зеленчик синьокрилий, Chloropsis cochinchinensis
- Зеленчик індійський, Chloropsis jerdoni (A)
- Зеленчик золотолобий, Chloropsis aurifrons
- Зеленчик золоточеревий, Chloropsis hardwickii

Родина: Ткачикові (Ploceidae)
- Ткачик смугастий, Ploceus manyar
- Бая, Ploceus philippinus
- Ткачик золоточеревий, Ploceus hypoxanthus
- Ткачик бенгальський, Ploceus benghalensis

Родина: Астрильдові (Estrildidae)
- Бенгалик червоний, Amandava amandava
- Сріблодзьоб індійський, Euodice malabarica
- Мунія гострохвоста, Lonchura striata
- Мунія іржаста, Lonchura punctulata
- Мунія трибарвна, Lonchura malacca
- Мунія чорноголова, Lonchura atricapilla

Родина: Горобцеві (Passeridae)
- Горобець хатній, Passer domesticus
- Горобець польовий, Passer montanus

Родина: Плискові (Motacillidae)
- Плиска деревна, Dendronanthus indicus
- Плиска гірська, Motacilla cinerea
- Плиска жовта, Motacilla flava
- Плиска аляскинська, Motacilla tschutschensis
- Плиска жовтоголова, Motacilla citreola
- Плиска білоброва, Motacilla maderaspatensis
- Плиска біла, Motacilla alba
- Щеврик азійський, Anthus richardi
- Щеврик іржастий, Anthus rufulus
- Щеврик довгодзьобий, Anthus similis
- Щеврик забайкальський, Anthus godlewskii
- Щеврик польовий, Anthus campestris
- Щеврик рожевий, Anthus roseatus
- Щеврик лісовий, Anthus trivialis
- Щеврик оливковий, Anthus hodgsoni
- Щеврик червоногрудий, Anthus cervinus (A)
- Щеврик гірський, Anthus spinoletta

Родина: В'юркові (Fringillidae)
- Чечевиця звичайна, Carpodacus erythrinus (A)
- Смеречник вогнистий, Carpodacus sipahi

Родина: Вівсянкові (Emberizidae)
- Вівсянка чубата, Emberiza lathami
- Вівсянка чорноголова, Emberiza melanocephala (A)
- Вівсянка рудоголова, Emberiza bruniceps
- Вівсянка сіроголова, Emberiza fucata
- Вівсянка скельна, Emberiza buchanani (A)
- Вівсянка лучна, Emberiza aureola
- Вівсянка-крихітка, Emberiza pusilla (A)
- Вівсянка сибірська, Emberiza spodocephala
- Вівсянка тайгова, Emberiza tristrami (A)